# Kazimierz III Wielki

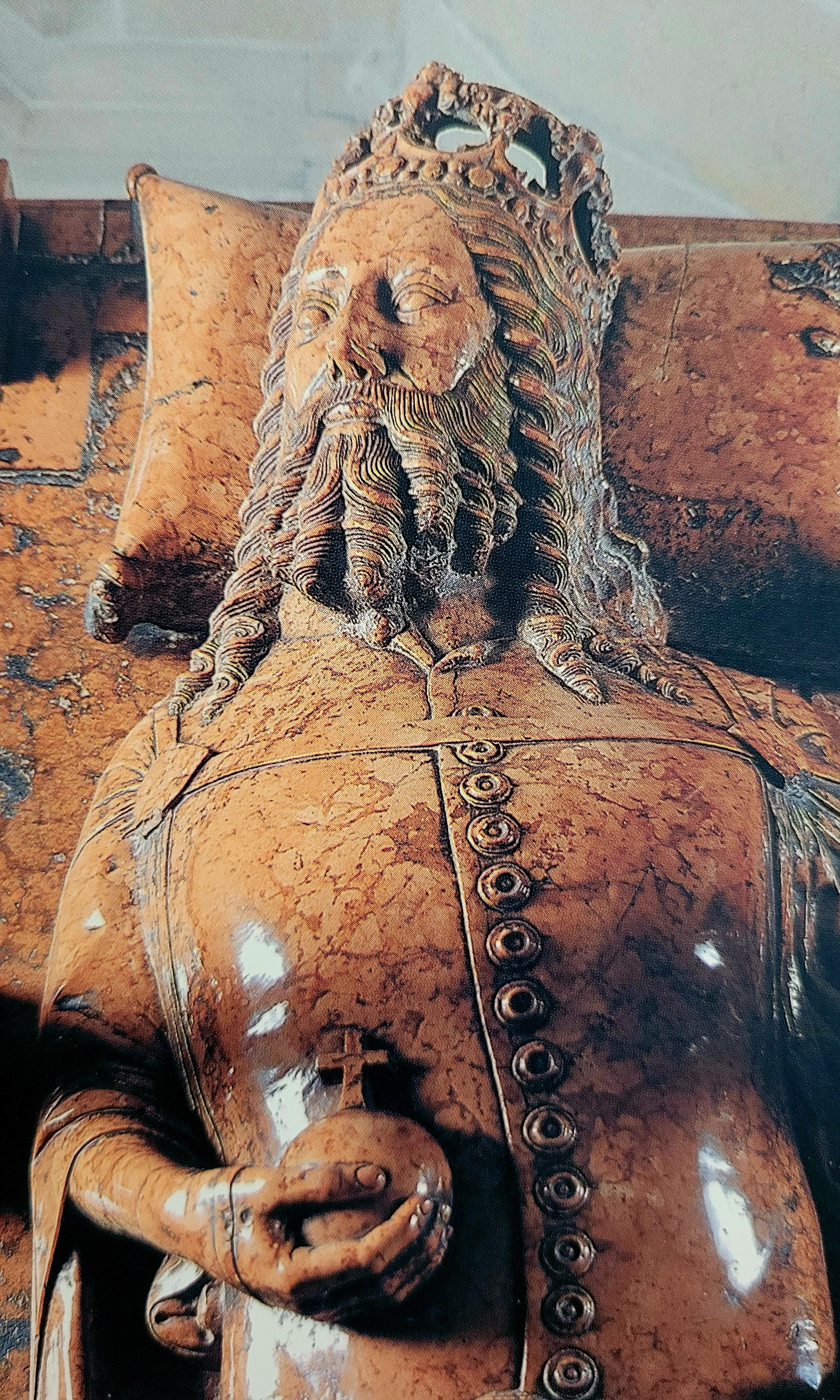
Figura sarkofagowa Kazimierza III Wielkiego na jego grobie na Wawelu

Kazimierz III Wielki (ur. 30 kwietnia 1310 w Kowalu, zm. 5 listopada 1370 w Krakowie) – najmłodszy syn Władysława I Łokietka i Jadwigi Bolesławówny, król Polski w latach 1333–1370, ostatni monarcha z dynastii Piastów na tronie polskim. W historiografii jest uważany za jednego z najwybitniejszych władców Polski.
Kazimierz III Wielki unormował stosunki z królestwem Czech i zakonem krzyżackim. W 1335 udało mu się uzyskać od czeskiego króla Jana Luksemburskiego zrzeczenie się pretensji do polskiego tronu. Ostatecznie w 1348 w Namysłowie zawarł pokój z Czechami na zasadzie status quo nie zrzekając się praw do Śląska. Na mocy pokoju kaliskiego z 1343 odzyskał zajęte przez Krzyżaków Kujawy i ziemię dobrzyńską, w zamian zrzekając się tymczasowo praw do Pomorza Gdańskiego. Kazimierz zrzekł się praw do całego Śląska podczas układu w Pradze w 1356 roku. Głównym sojusznikiem Kazimierza Wielkiego na arenie międzynarodowej było Królestwo Węgier. Z pomocą węgierską w latach 1340–1349 anektował większą część Rusi Halicko-Włodzimierskiej. W polityce wewnętrznej doprowadził do kodyfikacji prawa (statuty wiślicko-piotrkowskie), rozbudowy systemu obrony państwa oraz rozwoju miast. W 1364 ufundował Akademię Krakowską.
Chociaż był czterokrotnie żonaty, nie pozostawił legalnego następcy. Po śmierci Kazimierza – na mocy wcześniejszych układów – tron polski przypadł jego siostrzeńcowi, Ludwikowi Węgierskiemu.

## Królewicz Kazimierz

### Wychowanie
Kazimierz urodził się 30 kwietnia 1310 roku w Kowalu jako najmłodszy syn Władysława Łokietka i Jadwigi Bolesławówny. Na chrzcie nadano mu imię dziada po mieczu – Kazimierza, księcia kujawskiego. Kazimierz miał dwóch starszych braci, Stefana i Władysława, którzy zmarli odpowiednio w 1306 i 1312 roku – Kazimierz już w wieku dwóch lat został jedynym dziedzicem Łokietka. Miał również trzy siostry – Kunegundę, Elżbietę i Jadwigę.
Przyszły następca tronu wychowywał się na Wawelu. W tekstach źródłowych brak informacji o jego wychowawcach, ale powszechny jest pogląd, że byli to: zaufany dyplomata Łokietka Spycimir Leliwita, wybitny intelektualista i prawnik – Jarosław z Bogorii i Skotnik, lub ewentualnie jakiś franciszkanin. Gdy królewicz miał 10 lat, jego siostra Elżbieta została wydana za mąż za króla węgierskiego Karola Roberta. W następnych latach Kazimierz był częstym gościem na zaprzyjaźnionym dworze w Budzie, będącej wówczas centrum kulturalno-politycznym regionu.

### Plany małżeńskie
W czerwcu lub lipcu 1315 roku Kazimierz, mając pięć lat, został zaręczony z urodzoną 20 maja, królewną czeską Juttą, córką Jana Luksemburskiego. Mariaż z córką Jana Luksemburskiego miał rozwiązać problem pretensji luksemburskich do tronu polskiego, ale gdy królowi czeskiemu urodzili się dwaj synowie, postanowił on podtrzymać swoje roszczenia. Strona czeska zerwała zaręczyny zapewne w roku 1318 lub 1319. 22 maja 1322 roku Jutta była już zaręczona z księciem Fryderykiem miśnieńskim. Ostatecznie Jutta wyszła za swojego szóstego narzeczonego – księcia Normandii Jana Dobrego.
Prawdopodobnie w roku 1321 lub 1322 Kazimierz został zaręczony z Anną, córką Fryderyka Pięknego. Projekt mariażu upadł zapewne po 28 września 1322 roku, to jest po klęsce Fryderyka w bitwie pod Mühldorfem. Dla przypieczętowania nowo zawartego sojuszu z Litwą, 16 października 1325 roku, mając 15 lat, królewicz ożenił się z córką wielkiego księcia litewskiego Giedymina Aldoną, która przed ślubem – 30 kwietnia – została ochrzczona i przyjęła imię Anna.

### Choroba
W 1327 roku lub niedługo po ślubie, przyszły król ciężko zachorował. Choroba królewicza musiała zagrażać jego życiu, skoro królowa zdecydowała się powierzyć je patronowi dynastii andegaweńskiej – św. Ludwikowi, którego święto przypadało na 19 sierpnia. Może to wskazywać na fakt, że tego dnia choroba zaczęła się. Jedynym źródłem na temat tego okresu życia Kazimierza jest częściowo zniszczona bulla papieża Jana XXII wysłana między 14 listopada a 13 grudnia 1327 roku. Dokument był odpowiedzią na list polskiej królowej, w której papież wyrażał radość z powodu ozdrowienia Kazimierza.

### Wydarzenia na Węgrzech

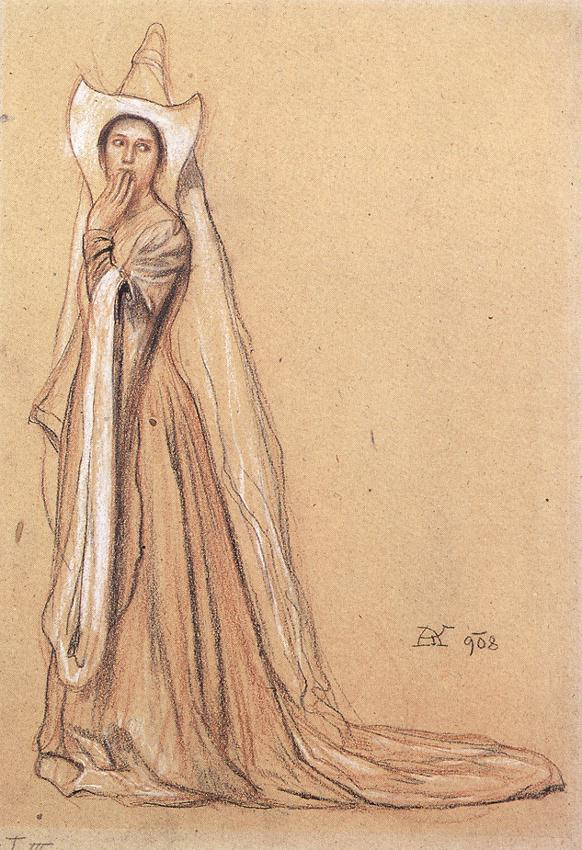
Klara Zach, obraz Aladára Körösfői-Kriescha (1908)

W ostatnich latach życia Władysław Łokietek zaczął wprowadzać syna w arkana sprawowania władzy. W 1329 roku wysłał go na dwór węgierski do Wyszehradu w celu uzyskania wsparcia militarnego lub zacieśnienia sojuszu skierowanego przeciw koalicji krzyżacko-czeskiej. Pierwsza misja dyplomatyczna królewicza zakończyła się sukcesem.
Podczas pobytu Kazimierza na dworze węgierskim – według niektórych źródeł – miał miejsce skandal obyczajowy z jego udziałem. Historycy nie są pewni, co się wydarzyło, a nawet czy się wydarzyło. Według jednej z koncepcji polski królewicz miał ukryty romans z piękną Klarą Zach, dwórką swej siostry Elżbiety. Inna rekonstrukcja zdarzeń przedstawia zajście jako gwałt. W obu wersjach pojawia się wątek udziału królowej Elżbiety w zorganizowaniu schadzki Kazimierza i Klary. Miała ona przyprowadzić dwórkę do sypialni brata i zostawić ich sam na sam. Po odjeździe królewicza sprawa wyszła na jaw, podobno dzięki działaniom krzyżackich szpiegów. 17 kwietnia 1330 roku Felicjan Zach – ojciec Klary, rycerz i poseł królewski – wtargnął z mieczem do komnaty królewskiej Elżbiety i Karola Roberta. Chcąc się zemścić, zaatakował królową. Odciął jej cztery palce, a próbującego jej bronić króla zranił w ramię. Gdy rzucił się na królewiczów, został zabity przez Jana Cselenyiego, dworzanina królowej. Król rozkazał poćwiartować zwłoki zamachowca i wystawić na widok publiczny w większych miastach węgierskich. Krewnych Zacha wybito i pozbawiono majątków. Samą zaś Klarę oszpecono i obwożono po miastach kraju. Pozostali z rodu Zachów schronili się w Polsce.
Żadne z ówczesnych źródeł ani nie wiąże w żaden sposób zamachu z osobą Kazimierza, ani nie podaje zhańbienia Klary jako przyczyny ataku. Czynią to znacznie późniejsze źródła krzyżackie, a także przekaz anonimowego kronikarza weneckiego i rymowana kronika autorstwa Henryka von Mügeln. Z tych źródeł czerpał Jan Długosz podczas przedstawiania wersji zdarzeń w swojej kronice. Stąd można wątpić czy opisane w późniejszych dziełach wydarzenia były powiązane. Zwłaszcza że Krzyżacy traktowali dyskredytację Kazimierza jako metodę obniżania prestiżu Królestwa Polskiego. Jan Dąbrowski uważa, że to plotka. Jerzy Wyrozumski ogranicza się w ocenie do stwierdzenia, że wytłumaczenie powstania plotki przez Jana Dąbrowskiego jest przekonujące.

### Namiestnik Wielkopolski, Sieradza i Kujaw

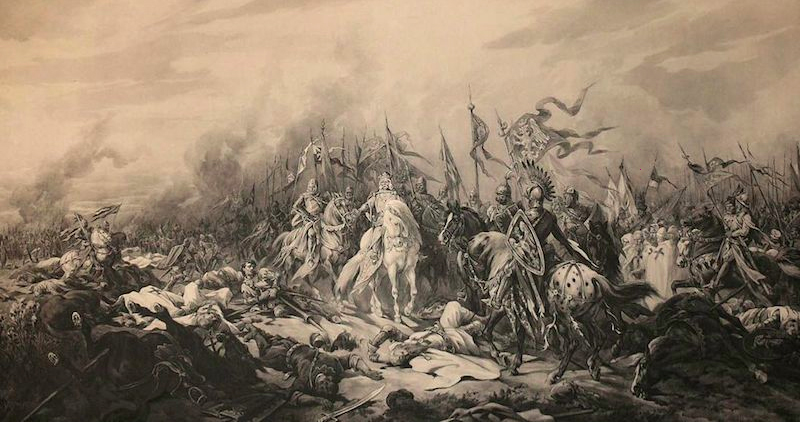
Płowce, obraz Juliusza Kossaka (1883)

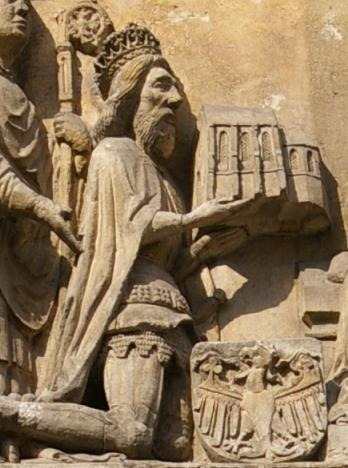
Kazimierz Wielki na płaskorzeźbie w Wiślicy

Jeszcze zanim Kazimierz został wysłany na Węgry, w lutym 1329 uczestniczył w zbrojnej wyprawie ojca na ziemię chełmińską. 26 maja 1331 roku na wiecu w Chęcinach Łokietek mianował Kazimierza namiestnikiem – jak podają Rocznik małopolski i Rocznik Traski – Wielkopolski, Sieradza i Kujaw. Nie jest jasne, co król chciał tym osiągnąć. Możliwe, że było to przygotowanie do jednoczesnego ataku Krzyżaków i Czechów, który prawdopodobnie Łokietek przewidywał. Według Feliksa Kiryka wypełnianym przez królewicza zadaniem było organizowanie obrony zarządzanych ziem przed Krzyżakami, a Stanisław Szczur widzi w tym element podjętej przez Łokietka próby reformy administracji – zastąpienia urzędu starosty namiestnikiem z dynastii Piastów. Zdaniem Jerzego Wyrozumskiego i Feliksa Kiryka namiestnictwo to było tylko nominalne, ponieważ nie wiadomo nic o żadnych dokumentach wystawionych przez Kazimierza jako namiestnika.
Mianowanie Kazimierza namiestnikiem stało się przyczyną zdrady dotychczasowego zarządcy Wielkopolski i Kujaw – starosty Wincentego z Szamotuł. Nawiązał on kontakty z margrabią brandenburskim i obiecał mu, że jeśli zostanie przez króla pokrzywdzony, to przejdzie razem ze swoimi grodami na jego stronę w konflikcie z Polską. Możnowładcę tego posądza się też o sprowadzenie w lipcu najazdu krzyżackiego na Wielkopolskę oraz doniesienie jego dowódcom, że Kazimierz przebywa z niewielką tylko osłoną w Pyzdrach. Krzyżacy zaatakowali miasto 27 lipca. Szczęśliwie królewicz uszedł z życiem.
Na wrzesień koalicja krzyżacko-luksemburska zaplanowała decydujące uderzenie. Króla czeskiego Jana Luksemburskiego jednak zaabsorbowały inne sprawy. Na wieść o nieoczekiwanej śmierci księcia głogowskiego Przemka, do którego władztwa pretensje zgłosił sojusznik Polski – książę świdnicki Bolko II Mały, Jan Luksemburski udał się pod Głogów i rozpoczął jego oblężenie. Miasto skapitulowało 2 października 1331 roku. Zwłoka ta okazała się całkiem wystarczająca, by uniemożliwić połączenie wojsk czeskich i krzyżackich pod Kaliszem.
Wobec braku wojsk sojusznika Krzyżacy zwinęli oblężenie i rozpoczęli odwrót, podczas którego doszło do bitwy pod Płowcami, w której na początku Kazimierz również wziął udział. Z wielu, aczkolwiek niejednoznacznych źródeł, najbardziej prawdopodobną wersją przebiegu bitwy jest ta, która wspomina o starciu Łokietka z około ⅓ wojsk krzyżackich uczestniczących w wyprawie na Polskę (pozostałe udały się pod Brześć Kujawski, który obległy). W pierwszej fazie, korzystając z zaskoczenia, zwyciężyli Polacy, druga, rozpoczęta po przybyciu posiłków krzyżackich, okazała się nierozstrzygnięta. Późniejsza propaganda krzyżacka rozgłaszała, że Kazimierz uciekł w popłochu z pola walki. Możliwe, że wycofał się na polecenie ojca – tę wersję jako pierwszy w swojej kronice zawarł Jan Długosz. Niemniej wersja o ucieczce zdaje się być najbardziej prawdopodobna z uwagi na ton relacji zawartej w Roczniku Małopolskim i Roczniku Traski. Źródła informują, że część rycerstwa polskiego opuściła pole bitwy jeszcze przed ostatecznym rozstrzygnięciem.
Po 15 sierpnia 1332 roku Kazimierz brał udział w wyprawie odwetowej (zdaniem Jana Dąbrowskiego królewicz nią dowodził), zorganizowanej przez Łokietka na ziemię chełmińską. Pod naciskiem papieża zawarto jednak nad Drwęcą rozejm (obie strony zgodziły się na przekazanie sporu pod arbitraż Karola Roberta i Jana Luksemburskiego). Następnie wojska polskie uderzyły na książąt głogowskich, którzy dotąd prowadzili dywersję na rzecz Zakonu. Ofensywę na Kościan poprowadził dowodzący posiłkami węgierskimi królewicz Kazimierz. Zdobył go szturmem i rozkazał wyciąć załogę (tj. około 100 ludzi). Według kroniki Jana Długosza operację pod Kościanem Kazimierz przeprowadził z własnej inicjatywy, a nawet wbrew woli ojca. Może to wskazywać, że Łokietek nie chciał narażać jedynego syna na niebezpieczeństwa wojenne.

### Koronacja

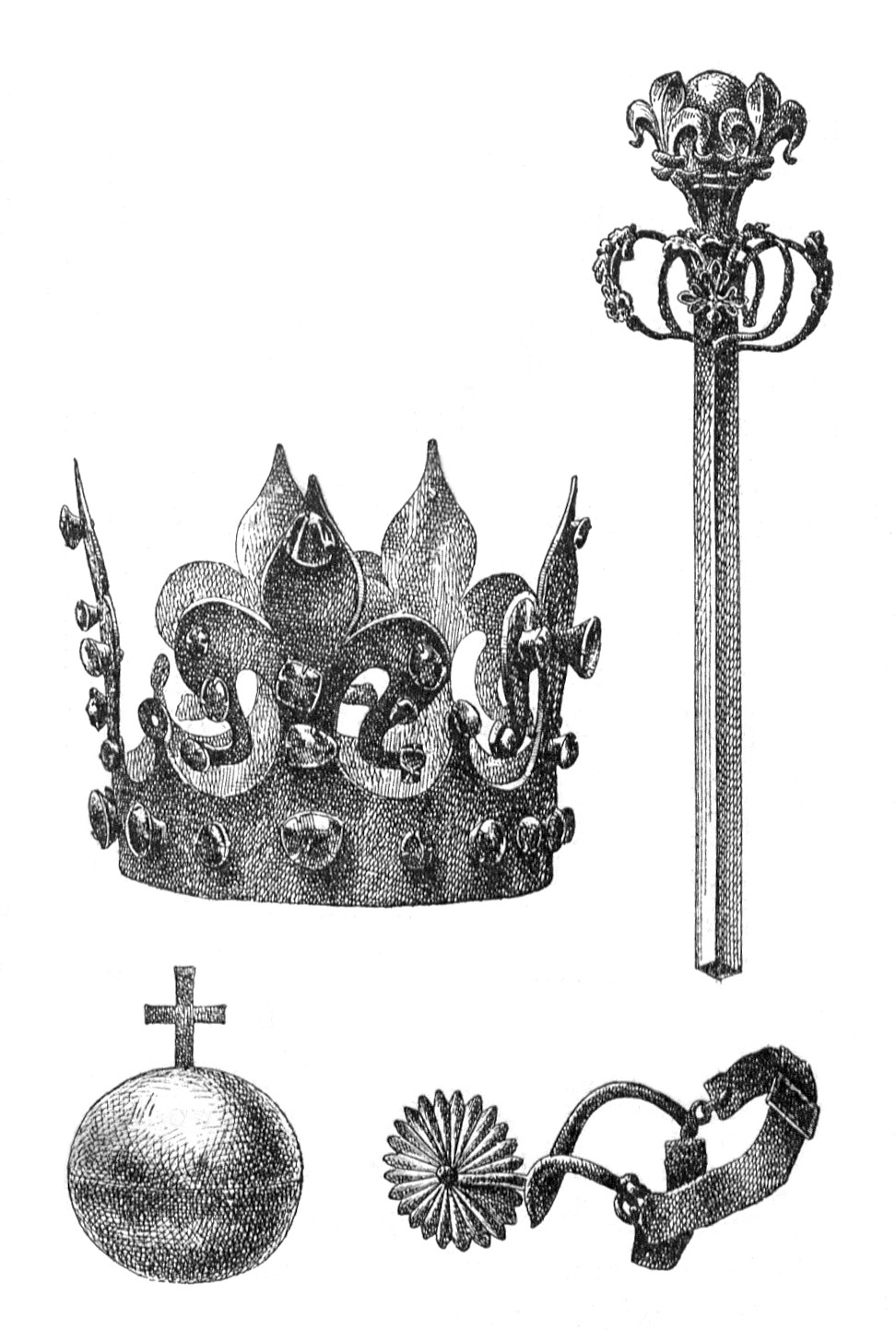
Insygnia królewskie Kazimierza Wielkiego

Władysław Łokietek zmarł 2 marca (według najczęściej przyjmowanej wersji daty dziennej) 1333 roku. Przed śmiercią polecił synowi odzyskać utracone na rzecz Krzyżaków Kujawy wraz z ziemią dobrzyńską i prawdopodobnie Pomorze Gdańskie. Na zjeździe rycerstwa polskiego jednomyślnie okrzyknięto Kazimierza nowym władcą i wyznaczono termin koronacji. Niespodziewanie na przeszkodzie stanęła królowa Jadwiga. Sprzeciwiała się ona koronacji swej synowej – Anny Giedyminówny, uważając, że w kraju może być tylko jedna królowa. W końcu jednak dała się uprosić Kazimierzowi i ustąpiła, usuwając się ze sceny politycznej do klasztoru klarysek w Starym Sączu. 25 kwietnia w Krakowie arcybiskup gnieźnieński Janisław koronował parę monarszą.

## Polityka zagraniczna

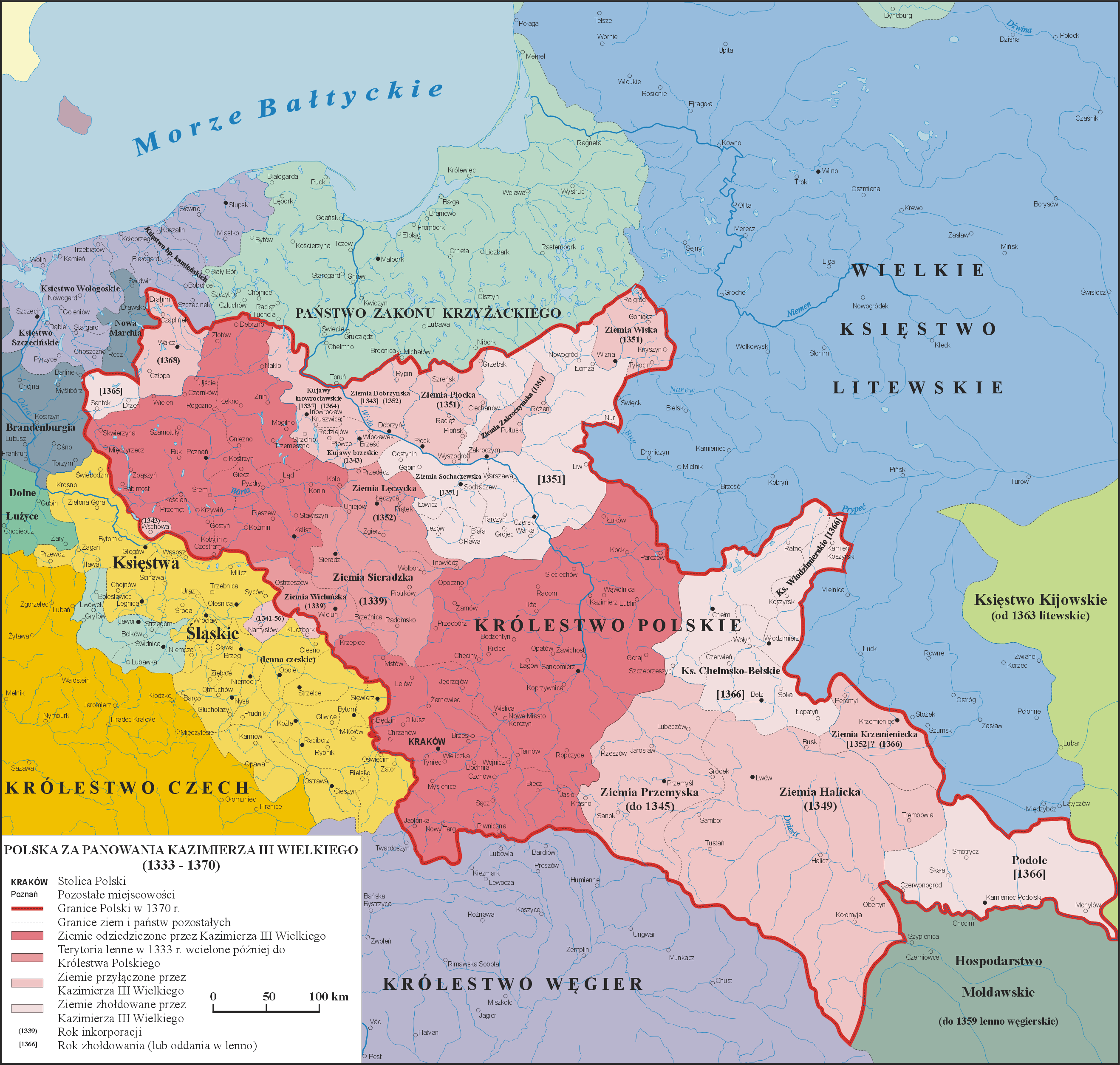
Polska za panowania Kazimierza III Wielkiego (1333–1370)

### Sytuacja w chwili objęcia tronu
Gdy w roku 1333 dwudziestotrzyletni Kazimierz obejmował panowanie, państwo polskie znajdowało się w bardzo niebezpiecznym położeniu. Zajmowało ono obszar nieco ponad 100 tys. km² (w historiografii można spotkać różniące się od siebie szacunkowe wartości liczbowe: 115 tys. i 106 tys.) i składało się z dwóch prowincji – Małopolski i Wielkopolski przedzielonych lennymi księstwami: sieradzkim i łęczyckim. Ziemią sieradzką władał Przemysł sieradzki, a łęczycką Władysław Garbaty. Ci bratankowie Łokietka byli wobec stryja lojalni, ale nie było rzeczą oczywistą, czy będą tak samo posłuszni wobec młodszego od siebie członka dynastii. Kujawy, ziemia dobrzyńska i Pomorze Gdańskie były okupowane przez Krzyżaków, z którymi obowiązywał rozejm do Zielonych Świąt, tj. do 23 maja 1333 roku. Stosunki z Brandenburgią – mimo traktatu landsberskiego – nie były zbyt dobre. Królestwo Polskie formalnie znajdowało się w stanie wojny z Czechami. Księstwa śląskie – z wyjątkiem świdnickiego, jaworskiego i ziębickiego – uznawały zwierzchnictwo czeskie, podobnie jak księstwo płockie. Pozostałe księstwa mazowieckie zachowały samodzielność, ale ich władcy byli niechętni nowemu królowi. Kniaź halicko-włodzimierski Bolesław Jerzy Trojdenowic sam bardziej potrzebował wsparcia niż mógł go udzielić. Stosunki z pogańską Litwą były dobre, ale przymierze z nią mogłoby prowadzić do międzynarodowej izolacji Królestwa Polskiego, jak to miało miejsce pod koniec panowania Łokietka. Jedynie sojusz z Węgrami dawał oparcie polskiemu monarsze, jednak był to układ niesymetryczny, ponieważ dla Węgier sojusz z Polską był tylko jednym z kilku. Do tego wszystkiego dochodziła kwestia tytułu królewskiego – w oczach świata Kazimierz był królem Krakowa, a prawowitym królem Polski był Jan Luksemburski.

### Stosunki z Luksemburgami i Wittelsbachami

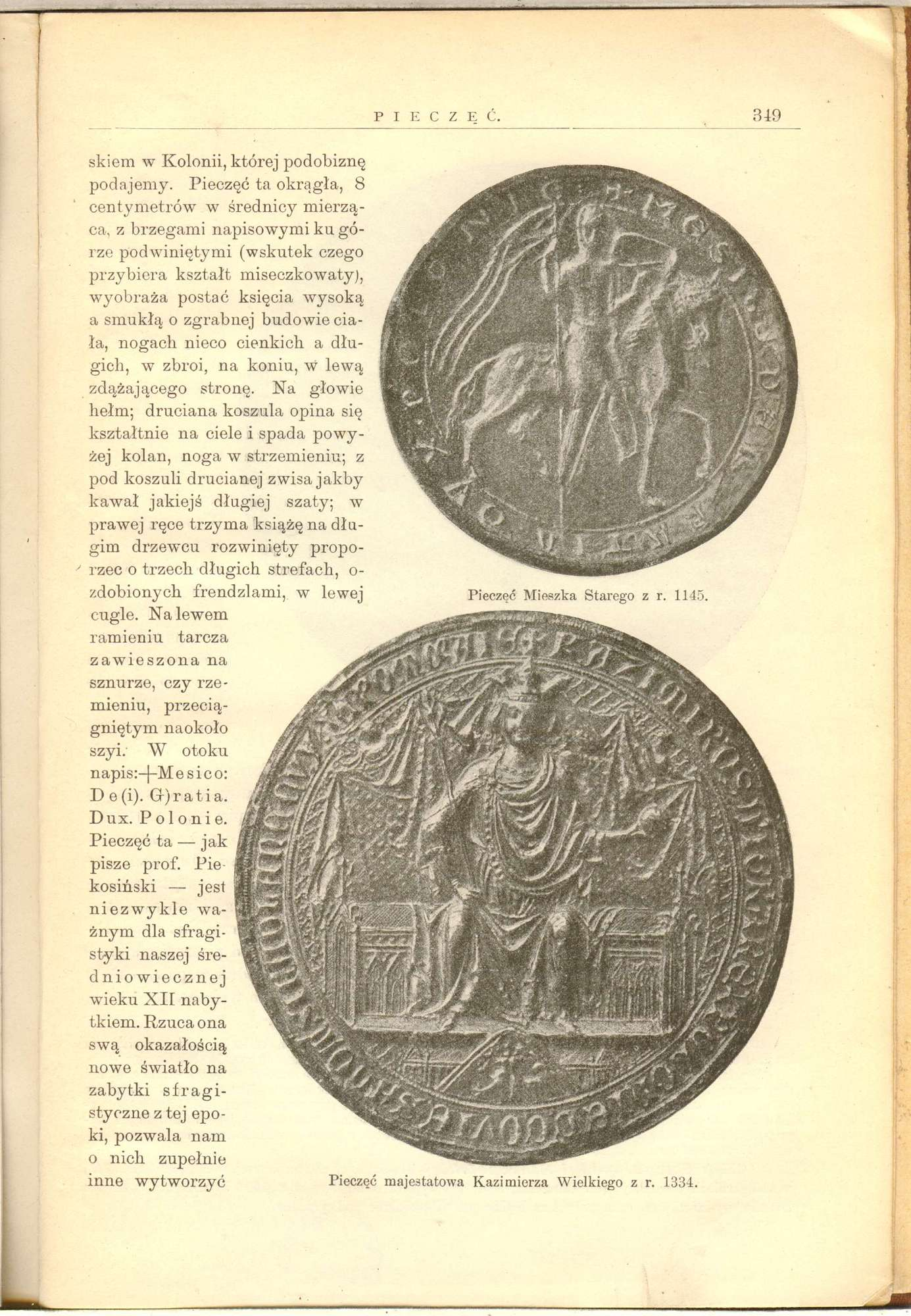
Zdjęcia pieczęci: Mieszka Starego (1145) i Kazimierza Wielkiego (1334) w Encyklopedii staropolskiej Glogera.

Po wstąpieniu na tron najpilniejszą sprawą dla króla było niedopuszczenie do wznowienia wojny, zwłaszcza na dwa fronty, ale nawet walki na jednej granicy należało unikać, bo zarówno Krzyżacy, jak i Luksemburgowie dysponowali większą siłą od Królestwa Polskiego. Spór z tymi pierwszymi miał rozwiązać arbitraż monarchów węgierskiego i czeskiego. Stanowisko Jana Luksemburskiego jako sędziego byłoby z pewnością niekorzystne dla Polski, dlatego trzeba było możliwie szybko zawrzeć z nim pokój. Nie należało to do rzeczy łatwych, bo 26 sierpnia 1332 król Czech wystawił dokument, w którym obiecał Krzyżakom, że nie wejdzie w układy z królem Krakowa. Aby zaszachować przeciwnika, rozpoczęto starania o zawarcie sojuszu z Wittelsbachami. Pierwszym krokiem do bliższej współpracy było zawarcie 31 lipca 1333 z margrabią brandenburskim Ludwikiem (synem cesarza) dwuletniego układu o współpracy przygranicznej przeciw grabieżom i rozbojom. Gdy w kwietniu 1335 zmarł Henryk Karyncki, w Rzeszy Niemieckiej rozpoczęła się walka o spadek po nim pomiędzy Luksemburgami, Habsburgami i Wittelsbachami. Skierowane przeciw tym pierwszym porozumienie Habsburgów z Wittelsbachami sprawiło, że król polski stał się ważnym potencjalnym sprzymierzeńcem dla obu stron przeciwko Janowi Luksemburskiemu. Koalicjanci chcieli okrążyć Luksemburgów, do czego nie mógł dopuścić król Czech. 16 maja 1335 we Frankfurcie polska delegacja składająca się z Wielkopolan zawarła z margrabią Ludwikiem Wittelsbachem wstępny układ sojuszniczy (który miał być sfinalizowany 24 czerwca). Jan Luksemburski zdawał sobie sprawę z zagrożenia, dlatego postanowił podjąć negocjacje z Kazimierzem, wysyłając do niego na rozmowy swojego syna, Karola (IV). Negocjacje zakończyły się podpisaniem 28 maja w Sandomierzu rozejmu do 24 lipca 1336 roku. Dotyczył on również sojuszników Polski: króla węgierskiego Karola Roberta, Przemysła sieradzkiego i Władysława Garbatego. Ustalono także, że ewentualne naruszenia rozejmu przez poddanych będą karane przez specjalnie do tego powołane sądy w Kaliszu i Wrocławiu. Do rokowań nie dopuszczono Krzyżaków, co było istotnym sukcesem polskiej dyplomacji. Król czeski miał względem nich wcześniejsze zobowiązania, jednak sprzyjająca Polsce sytuacja międzynarodowa przyczyniła się do rozbicia koalicji między Krzyżakami i Luksemburgami, choć nie oznaczało to zaprzestania współpracy między nimi.
Po porozumieniu z Luksemburgami Kazimierz podjął kroki, aby odwlec ratyfikację układu z Wittelsbachami. Wysłał swych posłów, tj. starostę Mikołaja z Biechowa, wojewodę poznańskiego, Jarosława z Iwna, kasztelana poznańskiego oraz Ottona, kanclerza wielkopolskiego do Chojny, gdzie 20 czerwca zawarli oni szczegółowe (tj. określające zakres wzajemnej pomocy przeciw wrogom oraz wysokość posagu i wiana dla córki Kazimierza, Kunegundy – którą zaplanowano wydać za młodszego syna cesarza, Ludwika rzymskiego – z zastrzeżeniem, że sojusz będzie utrzymany w przypadku śmierci któregoś z przyszłych małżonków) porozumienie z cesarzem Ludwikiem IV Bawarskim i jego synem, margrabią Ludwikiem. Ustalono także datę i miejsce ratyfikacji traktatu i wymiany dokumentów pomiędzy królem i margrabią brandenburskim – 8 września w Wieleniu lub Dobiegniewie (Stanisław Szczur podaje tylko Wieleń). W ten sposób Kazimierz z jednej strony wywierał w dalszym ciągu presję na Jana Luksemburskiego, z drugiej zaś unikał konieczności definitywnego składania zobowiązań w stosunku do Wittelsbachów, ponieważ przymierze z cesarzem mogło zrazić do Polski wrogo nastawionego do Wittelsbachów papieża, co w kontekście sporu z Krzyżakami nie było pożądane. Ostatecznie Kazimierz wymówił się od ratyfikacji układu listem sformułowanym w taki sposób, aby w razie niepowodzenia w rokowaniach z Luksemburgami można było powrócić do koncepcji sojuszu. Gdy porozumienie z Luksemburgami zostało zawarte, przymierze polsko-brandenburskie stało się niepotrzebne. Stosunki z Wittelsbachami zaczęły się oziębiać. Stały się otwarcie wrogie, gdy w 1338 roku między Janem Luksemburskim a Ludwikiem IV wybuchł konflikt. Kazimierz poparł wówczas swojego sojusznika, licząc na jego pomoc w zatargach z Krzyżakami.
W sierpniu król wysłał składającą się z Małopolan delegację do Trenczyna, dając jej pisemne pełnomocnictwa wyznaczające granice ustępstw. Rokowania odbyły się przy udziale biskupa Mikołaja (przedstawiciela Karola Roberta) z czeskim królewiczem Karolem Luksemburskim. Ustalono preliminaria pokojowe. Zgodnie z nimi 24 sierpnia wystawiono dokument, w którym znajdowało się oświadczenie o gotowości Jana Luksemburskiego i jego syna do zrzeczenia się praw do tytułu króla Polski. Nie jest pewne, jakie były zobowiązania strony polskiej. W historiografii, zwłaszcza starszej, można znaleźć pogląd, że Kazimierz rezygnował w zamian z praw do Śląska. Natomiast według nowszej literatury kwestii praw Kazimierza w ogóle nie poruszano, strona polska mogła zobowiązać się do nienaruszania czeskiego stanu posiadania na Śląsku i Mazowszu (w odniesieniu do każdego spośród imiennie wymienionych księstw zhołdowanych przez Luksemburgów) i niewywierania na tamtejszych książąt jakichkolwiek nacisków, by zmusić ich do uznania polskiego zwierzchnictwa, lub potwierdzić prawa królów czeskich do tychże księstw. Wskutek rokowań w Trenczynie kancelaria króla czeskiego przestała określać Kazimierza mianem „króla Krakowa”, a z tytulatury Jana Luksemburskiego usunęła określenie „król Polski”. Kazimierz miał wystawić dokumenty traktatowe w październiku, ale tego nie uczynił. Prawdopodobnie czekał na dalszy rozwój sytuacji.
Pokój zawarto 19 listopada podczas zjazdu w Wyszehradzie, którego obrady trwały od uroczystości Wszystkich Świętych. Na zjazd przybyli królowie: polski, czeski – Jan Luksemburski i węgierski – Karol Robert. W trakcie trwania rokowań Kazimierz odrzucił warunki trenczyńskie, stwierdzając, że jego pełnomocnicy przekroczyli przysługujące im uprawnienia. W nowych negocjacjach pomiędzy królem Polski a Janem Luksemburskim pośredniczył Karol Robert. W ich wyniku Kazimierz wynegocjował znacznie korzystniejsze warunki od ustaleń trenczyńskich. Za 20 tysięcy kop groszy praskich (1 200 000 groszy) wykupił prawa Jana Luksemburskiego do korony polskiej. Ponadto Polska odzyskała skrawek ziemi rudzkiej z zamkiem w Bolesławcu. Według Tomasza Nowakowskiego Polska utrzymała ten skrawek ziemi pod warunkiem zburzenia zamku bolesławieckiego. Traktat nie zawierał żadnych zobowiązań Kazimierza względem Śląska. Odmienne stanowisko prezentuje Jacek Elminowski, który uważa, że pomiędzy rokowaniami w Trenczynie a zjazdem wyszehradzkim pozycja króla czeskiego wzmocniła się (zawarł on sojusz z Karolem Robertem) i opłata została wprowadzona jako drugi obok rezygnacji Kazimierza z praw do Śląska warunek zrzeczenia się przez Luksemburgów pretensji do tronu polskiego, natomiast Balzer w 2005 stwierdził, że Kazimierz miał tylko potwierdzić prawa Luksemburgów, swoich się nie zrzekając. Pokój umocniono projektem małżeństwa wnuka Jana Luksemburskiego – Jana, syna księcia Henryka XIV dolnobawarskiego i Małgorzaty Luksemburskiej – i córki Kazimierza, Elżbiety. Od czasu zjazdu wyszehradzkiego w 1335 roku Kazimierz był uznawany w obliczu prawa za w pełni prawowitego króla Polski. W drodze powrotnej do kraju Kazimierz na zaproszenie króla czeskiego zawitał do Pragi, gdzie spędził kilka dni.
Kazimierz starał się definitywnie przerwać współpracę luksembursko-krzyżacką. W tym celu chciał pozyskać sobie Luksemburgów. W czerwcu 1336 roku wraz z liczącym kilkuset rycerzy oddziałem przybył na Morawy, aby wspomóc królów Czech i Węgier, przygotowujących się tam do wyprawy przeciw Habsburgom. Według Pawła Jasienicy i Tomasza Nowakowskiego była ona skierowana przeciwko Habsburgom i Wittelsbachom. Innym celem tej operacji króla polskiego mogło być pozyskanie przychylności papieża – zagorzałego przeciwnika koalicji Habsburgów i Wittelsbachów.
1 marca 1338 roku Luksemburgowie zawarli z Andegawenami porozumienie, w którym ci drudzy zobowiązywali się do pomocy władcom Czech w przypadku najazdu Kazimierza na któreś z luksemburskich lenn na Śląsku. Być może wiedząc o tym, 9 lutego 1339 Kazimierz wystawił Luksemburgom dokument, w którym deklarował, że nie naruszy czeskiego stanu posiadania (wymienionych z nazwy księstw zhołdowanych przez Luksemburgów). Zdaniem Pawła Jasienicy do wystawienia takiego dokumentu zobowiązał Kazimierza pokój wyszehradzki, ale król odwlekał to przez ponad trzy lata. Prawdopodobnie chciał ich sobie zjednać, aby nie utrudniali rozpoczętego kilka dni wcześniej procesu przeciw Zakonowi.
Wobec wciąż nierozwiązanego sporu z Krzyżakami i zaangażowania polskich sił w toczące się od 1340 walki o Ruś Halicką Kazimierz rozpoczął starania mające na celu zawarcie przymierza z Luksemburgami. Sojusz miał być umocniony małżeństwem Małgorzaty Luksemburskiej (niedawno owdowiałej córki Jana Luksemburskiego) i króla polskiego. Lecz gdy Kazimierz przybył do Pragi, narzeczona zachorowała i 11 lipca 1341 zmarła. Mimo to dwa dni później zawarto układ polsko-czeski. Zachowała się jedynie część dokumentów i dlatego niektóre zobowiązania pozostają w sferze domysłów. Wiadomo, że Kazimierz zobowiązał się wspomagać Luksemburgów przeciwko każdemu nieprzyjacielowi z wyjątkiem księstwa świdnickiego i Królestwa Węgier oraz uzgadniać z dworem czeskim plany małżeńskie swoich dzieci i własne. Nieznane zaś są zobowiązania wobec Polski Luksemburgów. Zapewne obiecywali pomoc wojskową, ale nie da się stwierdzić, czy rozciągała się ona także na przypadek wojny z Zakonem. Zdaniem Feliksa Kiryka Krzyżacy nie byli wyłączeni. Za zgodą Luksemburgów Kazimierz otrzymał wtedy ziemię namysłowską (z Namysłowem, Kluczborkiem, Byczyną i Wołczynem) jako zastaw za pożyczkę udzieloną Bolkowi legnicko-brzeskiemu. Mogło to w przyszłości ułatwić potencjalne wykupienie tych terenów. Luksemburgowie doradzili królowi polskiemu, aby ożenił się z Adelajdą Heską, córką landgrafa heskiego Henryka II Żelaznego. Kazimierz przychylił się do rady i 29 września wziął z nią ślub w Poznaniu.
Kazimierz nie otrzymał spodziewanego wsparcia w kwestii krzyżackiej. Ale po zawarciu pokoju z północnym sąsiadem sam dotrzymał obietnicy danej królowi czeskiemu. Gdy w 1343 nowy książę żagański Henryk V Żelazny nie złożył hołdu Janowi Luksemburskiemu, a nawet rozpoczął wojnę i na kilka miesięcy odebrał Czechom Głogów, wojska polskie zaatakowały księcia. Kazimierz mógł się z nim sprzymierzyć, co zmieniłoby układ sił na Śląsku, ale wybrał inne rozwiązanie. Najwyraźniej uznał, że stawka jest zbyt niska, by narażać dobre stosunki z Luksemburgami, albo nie było szans na porozumienie z księciem. Kazimierz chciał przywrócić państwu skrawek Wielkopolski z centrum we Wschowie, który znajdował się (według autora Kroniki katedralnej krakowskiej) w rękach książąt żagańskich. Po stronie Henryka V Żelaznego stanęli jego stryjowie Jan ścinawski i Konrad I oleśnicki. Mimo porażki poniesionej w bitwie pod Oleśnicą z rąk oddziałów Konrada, Polacy wojnę wygrali. Zdobyli i spalili Ścinawę, spustoszyli księstwa żagańskie i ścinawskie oraz zdobyli Wschowę. Na mocy zawartego pokoju ziemia wschowska została włączona do Królestwa Polskiego. Sytuację wykorzystali Luksemburgowie i podporządkowali sobie niepokornego księcia, jednocześnie obiecując mu pomoc w odzyskaniu utraconych ziem. W 1344 Henryk V Żelazny złożył hołd królowi czeskiemu i odtąd był wiernym wasalem władców Czech.

### Stosunki z zakonem krzyżackim

Luther von Braunschweig wielki mistrz zakonu krzyżackiego i ks. brunszwicki przedłuża zawieszenie broni z Kazimierzem Wielkim w 1334 roku, Archiwum Główne Akt Dawnych

Rozejm Polski z Krzyżakami udało się kilkakrotnie przedłużyć aż do 24 czerwca 1336 i tym samym odsunąć zagrożenie wojną. Potwierdzono dotychczasowe ustalenia o rozsądzaniu sporu przez królów Czech i Węgier. Sąd arbitrażowy odbył się na zjeździe w Wyszehradzie w 1335. W rokowaniach brała udział również delegacja Zakonu, która dostarczyła arbitrom dokumenty świadczące o prawach Krzyżaków do spornych ziem. Analogiczne dokumenty przedstawił także Kazimierz. Po zapoznaniu się z racjami obu stron sędziowie przygotowali wyrok. Przed jego ogłoszeniem 26 listopada król polski doszedł do porozumienia z Janem Luksemburskim. Prawdopodobnie dzięki temu zapadła niekorzystna dla Zakonu decyzja o przynależności ziemi dobrzyńskiej. W historiografii istnieją różne poglądy na temat werdyktu, którego nie przestrzegano po ogłoszeniu. Według jednego z nich wyrok miał być zatwierdzony przez papieża, co wskutek starań Kazimierza nigdy nie nastąpiło. Niektórzy historycy uważają, że nie tylko papież miał go potwierdzić, ale także król i królowa Węgier oraz panowie polscy. Jeszcze inni uważają, że papież nie posiadał żadnych uprawnień w sprawie arbitrażu, a wyrok jedynie zobowiązywał zwaśnione strony do podjęcia kroków mających na celu zawarcie pokoju, podając tylko wstępne jego warunki. Najważniejsze z nich były następujące: Kujawy i ziemia dobrzyńska miały zostać przekazane w tymczasowy zarząd Siemowitowi II lub biskupowi kujawskiemu, aż Kazimierz spełni warunki pokoju, po czym ziemie te zostaną zwrócone Polsce (arbitrzy unieważnili przy tym nadanie Zakonowi tej drugiej przez Jana Luksemburskiego, jako króla Polski, z 1329 roku); Pomorze Gdańskie miało pozostać w posiadaniu Krzyżaków jako „wieczysta jałmużna”; ta forma nadania pozbawiała donatora wszelkich praw do ziemi króla polskiego. Kazimierz miał się zgodzić na dalsze posiadanie ziemi chełmińskiej przez Zakon na prawach nadanych przez przodków króla. Walczące strony miały też zrezygnować z wszelkich odszkodowań wojennych oraz udzielić amnestii poddanym zbiegłym na terytorium przeciwnika w czasie ostatniej wojny.
Natychmiast rozpoczęto realizację postanowień arbitrów. Kazimierz zawarł z również przybyłym do Wyszehradu księciem Władysławem układ, na mocy którego przekazał mu we władanie ziemię dobrzyńską. A książę wystawił dla Jana Luksemburskiego dokument, w którym zrzekał się należnych mu odszkodowań. Ponieważ ani Kazimierz, ani zakon krzyżacki nie byli zadowoleni z wyniku arbitrażu, nie kwapili się do pełnej realizacji wyroku – król nie wystawił dokumentu zawierającego rezygnację z praw do Pomorza, a Krzyżacy nie zwrócili Kujaw i ziemi dobrzyńskiej, nie oddali ich też w zarząd Siemowitowi II lub biskupowi kujawskiemu. Gdy zbliżał się koniec rozejmu, Kazimierz wydał 26 maja oświadczenie, że akceptuje werdykt arbitrów i wykona jego postanowienia w ciągu roku od 24 czerwca. Przyrzekał także nie atakować w tym czasie Zakonu i zrekompensować szkody spowodowane ewentualnymi wypadami jego poddanych. Analogiczny dokument wystawił zapewne i wielki mistrz. W praktyce oznaczało to zawarcie nowego, obowiązującego do 24 czerwca 1337 roku, rozejmu. Kazimierz zwlekał czekając na decyzję papieża w sprawie dwóch polskich skarg na Zakon złożonych w Awinionie w lipcu 1335 roku, Tomasz Nowakowski podaje za Heleną Chłopocką, że mogło to nastąpić już w pierwszej połowie 1335, a Feliks Kiryk, że mniej więcej wtedy, gdy Kazimierz uznał wyrok wyszehradzki. Jedną wniósł arcybiskup gnieźnieński, oskarżając Krzyżaków o najazdy na dobra kościelne, zniszczenie kościołów i grabieże, drugą Kazimierz, zarzucając im zagarnięcie ziem należących do Królestwa Polskiego.
Zanim w kurii zbadano sprawę, w marcu 1337 roku Jan Luksemburski doprowadził do podjęcia rozmów polsko-krzyżackich w Inowrocławiu, w których sam został mediatorem. Nie był jednak całkiem bezstronny. Najprawdopodobniej chodziło mu o niedopuszczenie do odzyskania Pomorza przez Polskę, bo wtedy mogłaby skupić się na odzyskaniu Śląska. Niedługo przed rozpoczęciem rokowań wydał oświadczenie potwierdzające nadanie Krzyżakom Pomorza Gdańskiego, co miało miejsce w 1329 roku. Formalnym pretekstem był brak pieczęci żony Jana Luksemburskiego (będącej współwystawcą) na dokumencie sprzed ośmiu lat oraz to, że w 1329 Karol IV był jeszcze małoletni. W rzeczywistości był to element dyplomatycznej gry mającej na celu wzmocnienie pozycji Krzyżaków, podobnie jak wzięcie Zakonu w opiekę przez Luksemburgów (co miało miejsce 5 marca).
Kazimierz także starał się wzmocnić swą pozycję. Na początku marca zawarł układ z księciem Władysławem postanawiający, że książę przekazuje formalnie należącą do niego ziemię dobrzyńską królowi, a w zamian otrzymuje w posiadanie ziemię łęczycką. Układ był ważny z formalnego punktu widzenia, ponieważ uniemożliwiał pełną realizację wyroku arbitrażu wyszehradzkiego i tym samym stanowił podstawę do dalszych zmian ustalonych warunków pokoju. W wyniku rozmów w Inowrocławiu ustalono znacznie korzystniejsze dla Polski warunki przyszłego pokoju niż te, jakie określone zostały przez sędziów w Wyszehradzie. Zamiast nadać Pomorze Krzyżakom jako wieczystą jałmużnę, jak ustalono wcześniej, król miał zrzec się praw do tej ziemi odziedziczonych po ojcu. Projekt układu przewidywał potwierdzenie przez Kazimierza nadania ziemi chełmińskiej Krzyżakom, przy czym król miał zachować wszystkie prawa ofiarodawcy przysługujące mu po przodkach. Król miał też obiecać, że nigdy nie zawrze sojuszu z pogańską Litwą, ogłosić amnestię dla swych poddanych walczących w wojnie z lat 1327–1332 po stronie Zakonu i miast, które się wówczas poddały Krzyżakom, oraz uwolnić wszystkich jeńców zakonnych przetrzymywanych w Królestwie Polskim. Ponadto Kazimierz miał zrzec się wszelkich odszkodowań wojennych. W zamian za to Krzyżacy obiecali zwrócić po dokonaniu ratyfikacji traktatu Kujawy i ziemię dobrzyńską. Wyznaczono trzymiesięczny termin zatwierdzenia układu. Kazimierz zobowiązał się uzyskać przez ten czas węgierskie gwarancje nienaruszalności traktatu (Karol Robert miał tym samym zatwierdzić traktat jako drugi obok króla Czech rozjemca lub jako potencjalny następca Kazimierza), spełniając tym żądania Krzyżaków, obawiających się zgłoszenia w przyszłości roszczeń do Pomorza przez Elżbietę Łokietkównę lub jej dziedziców. Po otrzymaniu przez króla polskiego gwarancji południowego sąsiada miało dojść do ratyfikacji. Krzyżacy zgodzili się, aby do czasu zatwierdzenia układu Kujawy i ziemia dobrzyńska znajdowały się w neutralnych rękach. Uzgodniono, że zostaną przekazane w czasowy zarząd Janowi Luksemburskiemu. Zgodnie z tymi ustaleniami król czeski ustanowił Ottona von Bergow swym starostą, sprawującym zarząd nad Kujawami brzeskimi i ziemią dobrzyńską. Samą natomiast kasztelanię dobrzyńską i Kujawy inowrocławskie (według Tomasza Nowakowskiego – Kujawy inowrocławskie i kasztelanię kruszwicką, zdaniem Jerzego Wyrozumskiego – Kujawy inowrocławskie, a według Edwarda Potkowskiego tylko część Kujaw inowrocławskich – bez Gniewkowskiego), nie czekając na ratyfikację traktatu, przekazał Kazimierzowi. Gdyby król nie ratyfikował układu, wszystkie te ziemie miały powrócić pod administrację Zakonu. Zwrócenie Polsce części Kujaw jeszcze przed ostatecznym zatwierdzeniem traktatu stanowił dla propagandy krzyżackiej dowód, że Zakon jest nastawiony ugodowo i nie dąży do zajmowania ziem króla polskiego. Krzyżacy chcieli poprawić swój wizerunek na wypadek procesu przed papieskim trybunałem. Gdyby traktat pokojowy został ratyfikowany, proces taki stałby się bezprzedmiotowy. Wobec tego król Kazimierz po raz kolejny wolał czekać na dalszy rozwój sytuacji – ustalił z Karolem Robertem, że ten nie udzieli gwarancji układu.
4 maja 1338 roku papież Benedykt XII wydał bullę, w której nakazał rozpoczęcie procesu kanonicznego. Na sędziów wyznaczył kolektora w Polsce i na Węgrzech Galharda Carceribusa i kanonika w Annecy we Francji, niegdyś pełniącego obowiązki kolektora w Skandynawii – Piotra, syna Gerwazego, zwanego niekiedy Piotrem d’Annécy. 27 października wyznaczono termin rozprawy. Postępowanie sądowe rozpoczęło się 4 lutego 1339 i toczyło się na neutralnym terenie, jakim była Warszawa. Posłowie krzyżaccy wnieśli protest, zapowiedzieli apelację do papieża i niezwłocznie wyjechali, więc proces toczył się odtąd w trybie zaocznym. Przesłuchano 126 świadków reprezentujących wszystkie stany i ziemie polskie. Ich zeznania potwierdziły, że ziemie, których zwrotu żądał król, w momencie ich zajęcia znajdowały się w obrębie Królestwa Polskiego i władali nimi polscy książęta. Co więcej, ziemie, którymi Krzyżacy zawładnęli po 1306, należały do króla Władysława i zostały mu odebrane przy użyciu siły. Sędziowie przeprowadzili też rozmowę z polskimi biskupami i wielkim mistrzem. W trakcie postępowania, w marcu 1339 roku sędziowie przekazali przedstawicielom Zakonu w Toruniu propozycję króla. Kazimierz oferował wycofanie pozwu i realizację wcześniejszego orzeczenia arbitrów, ale pod warunkiem otrzymania od Zakonu 14 000 grzywien srebra. Krzyżacy nie zgodzili się. Nim proces się zakończył, Kazimierz zrzekł się jeszcze 9 września na rzecz Awinionu połowy odszkodowania przyznanego Polsce w wyniku procesu z 1321, czyli 15 000 grzywien srebra. 15 września wydano wyrok nakazujący Krzyżakom zwrócenie Polsce Pomorza Gdańskiego, Kujaw oraz ziem: chełmińskiej, dobrzyńskiej i michałowskiej, zapłacenie odszkodowania w wysokości 194 500 grzywien i pokrycie kosztów procesu (1600 grzywien). Ponadto sędziowie ekskomunikowali wielkiego mistrza Dytryka von Altenburga, komturów i wójtów krzyżackich. Krzyżacy jednak odwołali się do papieża i ten wyroku nie zatwierdził, uznając, że doszło do uchybień proceduralnych w postępowaniu. Mimo to proces przyniósł Polsce korzyść, ponieważ zarówno wyrok, jak i materiał dowodowy zostały rozpowszechnione i przekonały Europę, że ziemie te należą się Królestwu Polskiemu. Zwiększało to szanse rewindykacji strat w przyszłości.
W czerwcu 1341 papież powołał specjalną komisję, składającą się z biskupów: miśnieńskiego, krakowskiego i chełmińskiego. Jej zadaniem było przywrócenie stanu posiadania sprzed wojny z tym, że Polska miała otrzymać 10 000 grzywien srebra jako ekwiwalent dochodów z Kujaw i ziemi dobrzyńskiej utraconych wskutek okupacji krzyżackiej. Sprawa pozostałych ziem miała być rozpatrzona osobno. W sierpniu 1342 i maju 1343 następca Benedykta XII – Klemens VI (dawny wychowawca Karola Luksemburskiego) ponowił polecenia poprzednika w tej kwestii.
Rozpoczęte w 1340 roku zmagania z Litwą i Tatarami o Ruś Halicką uniemożliwiały zbrojną rewindykację ziem okupowanych przez Krzyżaków. Akcja Zakonu przeciwko Litwie mogła okazać się pomocna. W tej sytuacji należało zawrzeć pokój. Jesienią 1341 doszło w Toruniu do spotkania Kazimierza, wielkiego mistrza Dytryka von Altenburga, Karola Roberta i przedstawicieli Luksemburgów. Rozmowy polsko-krzyżackie zostały przerwane z powodu śmierci wielkiego mistrza. Pertraktacje podjęto ponownie w 1343 roku w Kaliszu, a mediacji podjął się od niedawna będący arcybiskupem gnieźnieńskim, Jarosław Bogoria ze Skotnik. W celu wzmocnienia swojej pozycji, przed rozpoczęciem rozmów Kazimierz zawarł w Poznaniu 29 lutego 1343 roku sojusz zaczepno-obronny z książętami zachodniopomorskimi Bogusławem V, Barnimem IV i Warcisławem V. Zobowiązali się oni do udzielenia Polsce wsparcia zbrojnego w liczbie 400 rycerzy (podobnie uczynił Kazimierz w stosunku do Pomorzan) i, co ważniejsze, nieprzepuszczania przez swoje terytoria ewentualnych posiłków dla Zakonu. Układ umocniono małżeństwem Bogusława V z Elżbietą, córką Kazimierza. Pokój z Zakonem podpisano 8 lipca w Kaliszu, a 23 lipca we wsi Wierzbiczany koło Inowrocławia (według Pawła Jasienicy pod wsią Wierzblinem miała miejsce ratyfikacja układu). Kazimierz i wielki mistrz Ludolf König wymienili dokumenty pokojowe, przysięgli, że dotrzymają pokoju (król przysiągł na swą koronę, a wielki mistrz na noszony na piersiach krzyż z relikwiami), i wymienili pocałunek pokoju. Ustalono, że zrealizowane zostaną warunki inowrocławskie z pewnymi zmianami. Kazimierz zrzekł się swych praw do Pomorza Gdańskiego oraz ziem: chełmińskiej i michałowskiej. W zamian Zakon zwrócił resztę Kujaw i ziemię dobrzyńską. Miał też wypłacić 10 000 florenów odszkodowania. Natomiast arcybiskup gnieźnieński zrzekł się 8 lipca w imieniu Kościoła polskiego wszelkich odszkodowań za straty poniesione w wyniku krzyżackich najazdów. Ponieważ strona polska tłumaczyła się, że nie mogła uzyskać gwarancji węgierskich i dlatego układ inowrocławski nie był ratyfikowany, postanowiono zastąpić je gwarancjami społecznymi o wyjątkowo szerokim zakresie. Posłowie królewscy wraz z delegowanymi przez Zakon komturami objechali kraj celem zebrania dokumentów poręczających pokój. Wystawili je w okresie od 8 lipca do 15 lipca biskup poznański z wojewodami i kasztelanami wielkopolskimi, miasta: Poznań, Włocławek, Kalisz i Brześć Kujawski, książę Bogusław V, Kazimierz III gniewkowski i Władysław Garbaty, Siemowit II (wiski), Siemowit III (czerski) i Bolesław III płocki, wojewodowie i kasztelanowie małopolscy oraz miasta Kraków, Sandomierz i Sącz. Gwaranci przyrzekali nie wspomagać władcy, który pokój by naruszył. Nie jest jasne, o kogo chodziło w tych dokumentach. Według jednej z hipotez miało to być zabezpieczenie na wypadek prób odzyskania Pomorza przez andegaweńskich dziedziców Kazimierza. Wedle innej miało to udaremnić ewentualne próby rewindykacji Pomorza przez Kazimierza. Traktat miał być jeszcze zatwierdzony przez papieża, król jednak nic w tym kierunku nie uczynił. Także Zakon o to nie zabiegał. Mimo zobowiązań Kazimierz nie zaprzestał się tytułować panem i dziedzicem Pomorza. Krzyżacy natomiast nie wypłacili nic z obiecanych 10 000 florenów. Pomimo niepełnej realizacji pokój kaliski okazał się bardzo trwały – uzupełniony delimitacją graniczną z 1349 roku pozostał w mocy aż do 1409 roku.
Lata 50. XIV wieku to okres dużego napięcia w stosunkach polsko-krzyżackich. Było to w dużym stopniu wynikiem zaniepokojenia Zakonu polskimi sukcesami na Rusi. Doszło wtedy do kilku krzyżackich dywersji przeciwko Polsce. Sytuacja stała się jeszcze bardziej napięta, gdy w 1356 roku zawarto pokój między Polską i Litwą, w którym Krzyżacy widzieli zagrożenie dla siebie. Przejawem tego był incydent rajgrodzki. Gdy w 1360 roku, przy akceptacji ze strony Kiejstuta, Kazimierz rozkazał wybudować zamek w Rajgrodzie, Krzyżacy stanowczo zaprotestowali. Ponieważ jednak król nie zmienił decyzji, najechali Rajgród, zmuszając Kazimierza do ustąpienia.
W roku 1365 lub 1366 lub 1368 Kazimierz udał się z wizytą do Malborka, gdzie przez trzy dni podejmował go wielki mistrz Winrich von Kniprode. Prawdopodobnie król chciał się przyjrzeć od środka państwu zakonnemu i ocenić, czy Polska ma wystarczające siły, by pokonać Zakon. Najwyraźniej ocena była negatywna, gdyż król nie podjął nigdy później żadnych działań przygotowawczych do wojny z Krzyżakami.

### Stosunki z Andegawenami węgierskimi

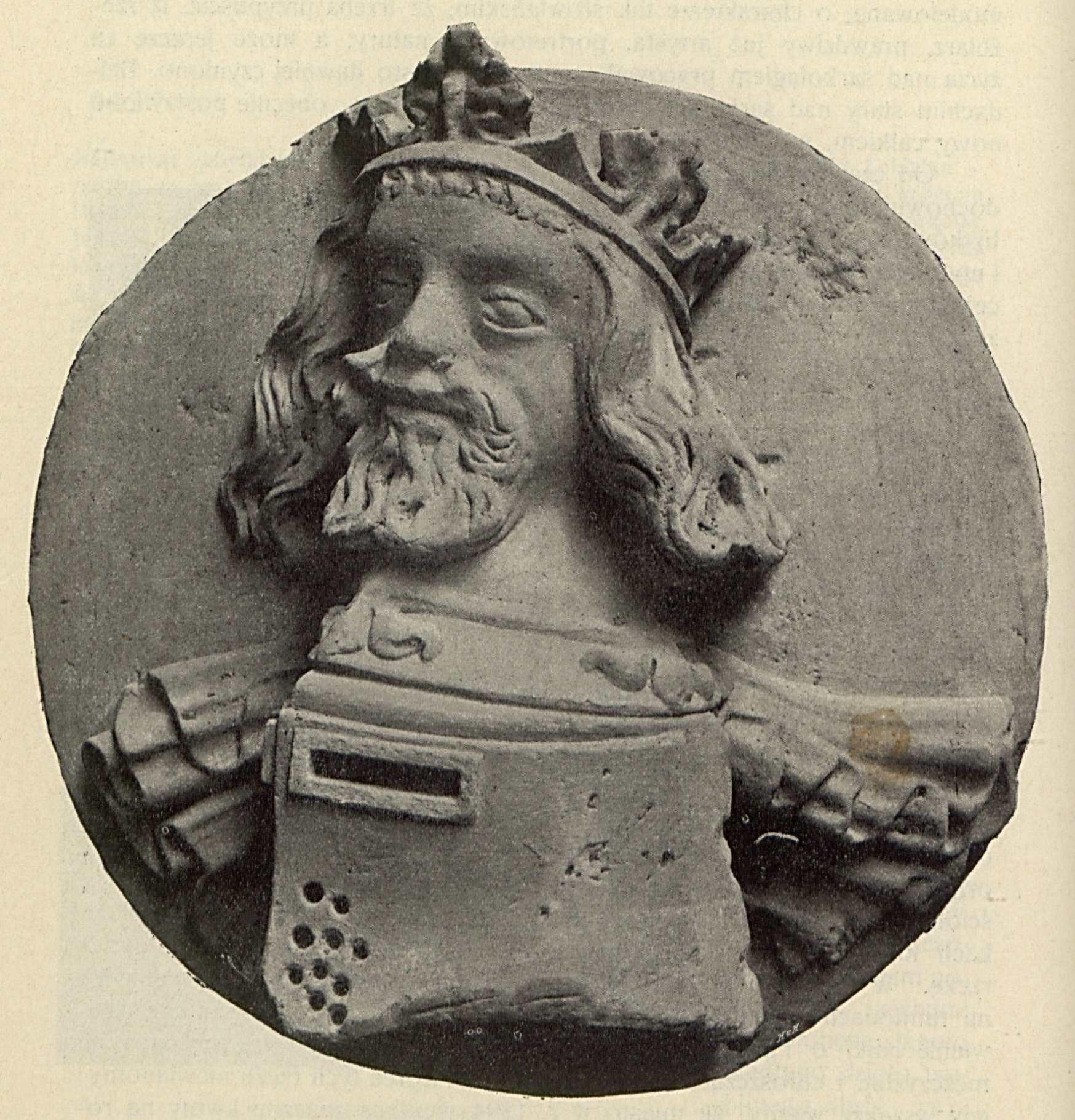
Wizerunek Kazimierza na zworniku w Kamienicy Hetmańskiej

Kazimierz trzymał się przez całe swoje panowanie odziedziczonego po ojcu sojuszu z francuską dynastią władającą Węgrami. Dzięki reformom przeprowadzonym przez Karola Roberta i jego syna Ludwika I Wielkiego oraz kopalniom złota Węgry stały się potęgą polityczną ówczesnej Europy Środkowej. Wsparcie takiego sojusznika w kluczowych momentach bardzo się przydawało, ale nie było darmowe. Prawdopodobnie jeszcze w 1327 roku Łokietek obiecał Andegawenom (Karolowi Robertowi i jego synom) następstwo w przypadku swej śmierci bez męskiego potomka. Kazimierz ciężko wtedy zachorował, a Polska potrzebowała natychmiastowej pomocy w walce z Czechami. Kazimierz kilkakrotnie ponawiał obietnicę przejęcia przez Andegawenów tronu polskiego w przypadku wygaśnięcia królewskiej linii Piastów. Być może pierwszy raz uczynił to na zjeździe w Wyszehradzie w 1335 roku.
Według późniejszych źródeł – XV-wiecznych Kroniki budzińskiej i Kroniki Turociego – w lipcu 1339 roku Kazimierz przybył do Wyszehradu i wyznaczył Ludwika na swego następcę. Zdaniem niektórych historyków wydarzyło się to rok wcześniej. W zjeździe tym uczestniczył prawdopodobnie Bolesław Jerzy II. Najprawdopodobniej Karol I Robert scedował wtedy na Kazimierza węgierskie prawa do Halicza i Włodzimierza i przyrzekł udzielić szwagrowi wsparcia przy ewentualnym obejmowaniu Rusi w posiadanie oraz w przygotowywanej zbrojnej rozprawie z Krzyżakami. W zamian otrzymał kolejną obietnicę przejęcia tronu polskiego, gdyby Kazimierz zmarł, nie doczekawszy się syna. Musiał jednak jeszcze obiecać, że jako władcy Polski Andegawenowie będą dążyć do odzyskania dawnych ziem Królestwa Polskiego. W 1350 roku uściślono część układu dotyczącą Rusi. Postanowiono wówczas, że jeśli król Polski miałby męskie potomstwo, Andegawenom będzie przysługiwało prawo wykupu Rusi Halicko-Włodzimierskiej za relatywnie małą kwotę 100 000 florenów, a w razie bezpotomnej śmierci Kazimierza Ruś miała stać się własnością Andegawenów. Trzeba jednak dodać, że nawet Węgrom byłoby trudno wypłacić taką sumę.
W roku następnym król Ludwik przybył wraz z wojskiem do Polski w celu podjęcia wspólnej wyprawy przeciw Litwie. Już po połączeniu wojsk króla Kazimierza złożyła tak ciężka choroba, iż Ludwikowi udało się uzyskać od dostojników Królestwa Polskiego przyrzeczenie, że przyjmą go na swego władcę, gdyby Kazimierz zmarł. Obietnica ta obwarowana była jednak pewnymi warunkami, zaakceptowanymi przez króla węgierskiego. Dotyczyła ona tylko Ludwika – pominięto tym samym prawa sukcesyjne Stefana, syna Karola Roberta, ograniczając w ten sposób andegaweńskie prawa do tronu polskiego. Przyszłemu królowi nie wolno byłoby wprowadzić do Polski dwóch imiennie wymienionych Niemców, a gdyby jakiegokolwiek Niemca mianował urzędnikiem w Królestwie Polskim, to Polacy mogli wypowiedzieć królowi posłuszeństwo. Król miał też wypłacać żołd za wyprawy wojenne. Ostatecznie Kazimierz wrócił jednak do zdrowia.
W styczniu 1355 roku do Budy przybyła polska delegacja, aby w imieniu wszystkich mieszkańców królestwa polskiego ustalić warunki akceptacji przez polskie stany ewentualnego objęcia tronu przez Andegawenów. 14 stycznia król Ludwik wystawił dokument określający przyjęte przezeń warunki. W imieniu Andegawenów zrzekał się prawa stacji, obiecywał nie pobierać podatków nadzwyczajnych i przyrzekał wypłacać żołd za wyprawy wojenne poza granicami kraju. W zamian za to stany polskie zgadzały się na sukcesję Andegawenów (tj. Ludwika, jego bratanka Jana i ich ewentualnych męskich potomków) w Polsce. Akt zawierał jeszcze klauzulę, że układ straci ważność, jeśli wymienionym Andegawenom zabraknie męskich przedstawicieli rodu.

### Sprawa Rusi Halicko-Włodzimierskiej, Litwy i innych ziem wschodnich

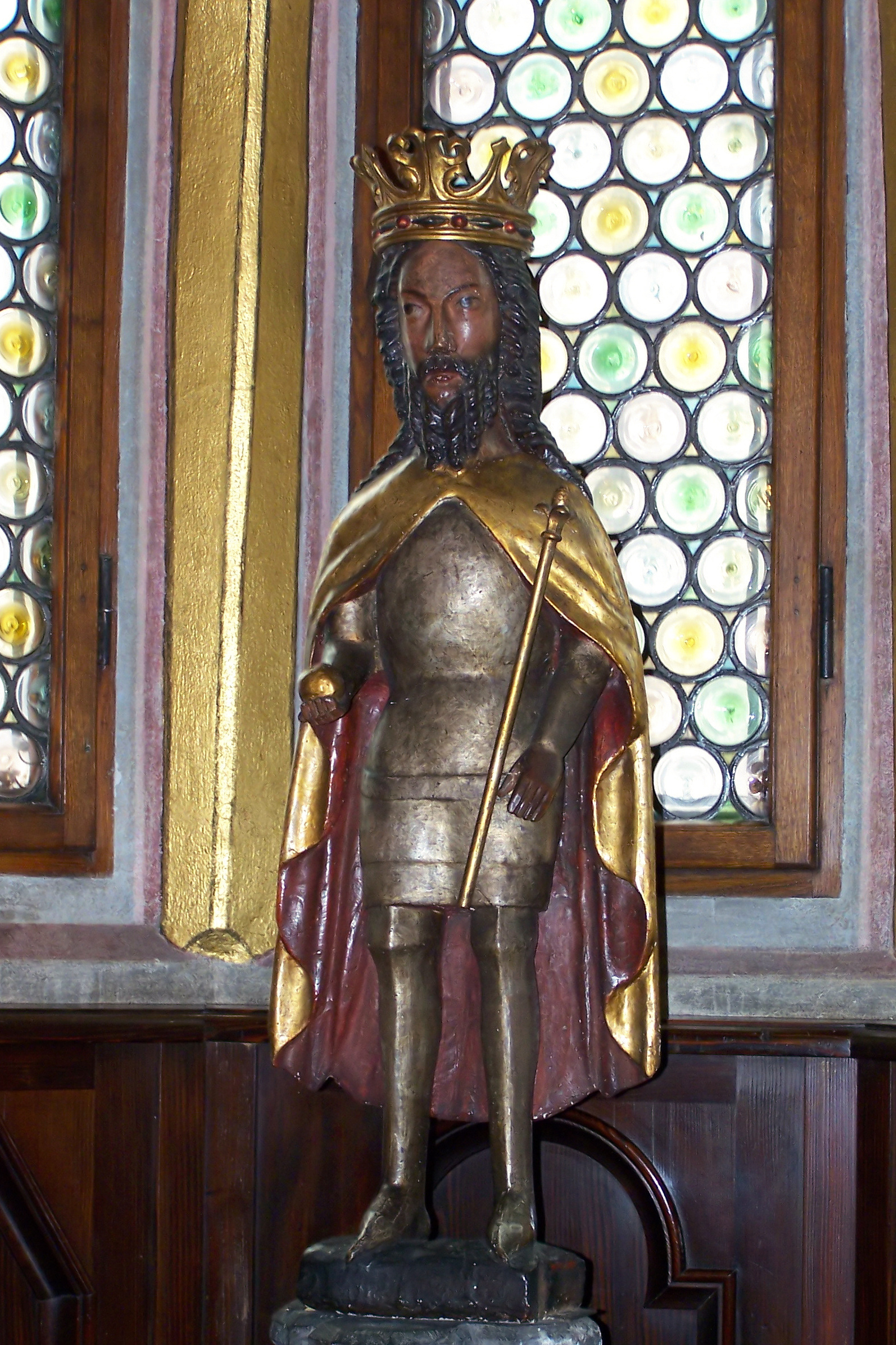
Statua Kazimierza z kolegiaty wiślickiej, ok. 1380 r.

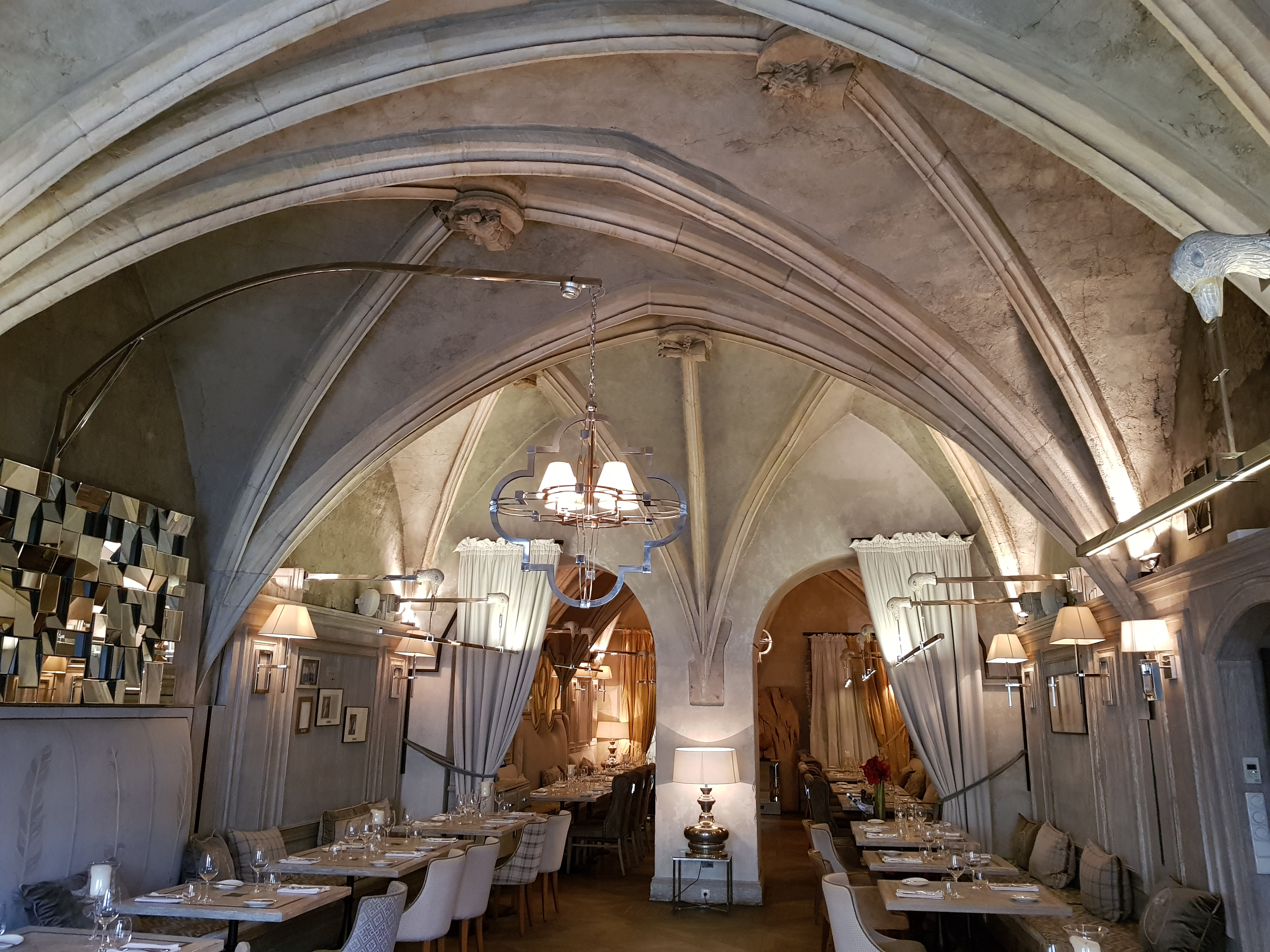
Kamienica Hetmańska w Krakowie należąca do Kazimierza Wielkiego

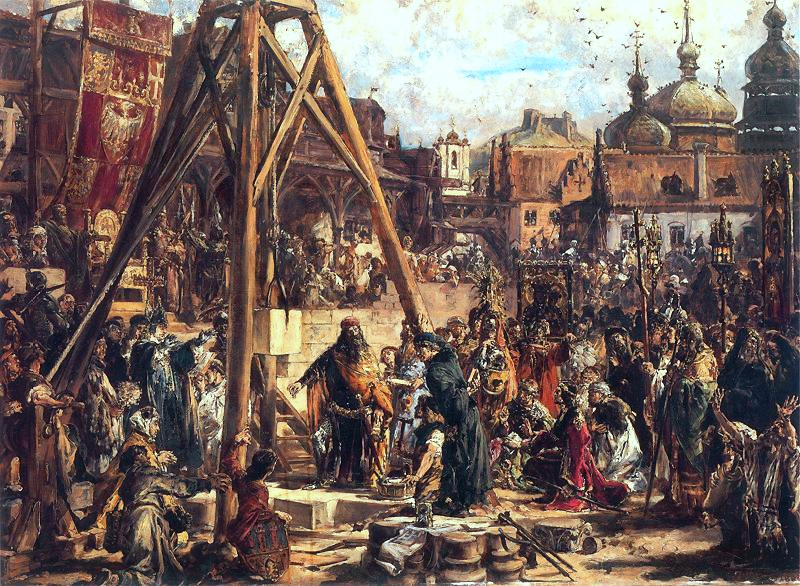
Powtórne zajęcie Rusi. Bogactwo i oświata. R.P. 1366, Jan Matejko

W pierwszych latach panowania Kazimierz utrzymywał dobre stosunki zarówno z książętami litewskimi (gwarantowało je trwające do 1339 roku małżeństwo króla z córką wielkiego księcia Giedymina), jak i z kniaziem Bolesławem Jerzym Trojdenowicem. Prawdopodobnie jeszcze przed II zjazdem w Wyszehradzie Kazimierz zawarł porozumienie z tym ostatnim. Kniaź obiecał Kazimierzowi tron halicki w przypadku swej bezpotomnej śmierci. W zamian król miał go wspierać. Na II zjeździe wyszehradzkim potwierdzono te ustalenia. 7 kwietnia 1340 roku niespełna trzydziestoletni kniaź niespodziewanie zmarł – został otruty. Już około Wielkanocy Kazimierz wkroczył z niewielkim oddziałem na Ruś. Dotarł do Lwowa, zabrał stamtąd zawartość skarbca kniaziowskiego oraz inne łupy, wyprowadził też ludność katolicką i kupców, po czym, spaliwszy gród, powrócił do Polski. W maju miała miejsce węgierska wyprawa na Ruś (jej przebieg nie jest znany), która stanowiła element polsko-węgierskiej współpracy. Zdaniem Stanisława Szczura i Marka Kazimierza Barańskiego oddziały węgierskie nie przeprowadziły osobnej akcji, a wspomogły nieco późniejszą wyprawę Kazimierza. Współdziałanie było potrzebne, ponieważ przejęciem tych ziem zainteresowani byli także Litwini, a również Złota Orda rościła sobie prawo do zwierzchności nad tym obszarem. Waga tych ziem była spora, ponieważ przez Ruś Halicko-Włodzimierską przebiegał szlak handlowy łączący Morze Czarne z Bałtykiem. Pod koniec czerwca Kazimierz ponownie wyprawił się na Ruś, ale tym razem prowadził znacznie większą armię. Efektem wyprawy było podporządkowanie Polsce Rusi Halickiej (włodzimierską część księstwa Bolesława Jerzego Trojdenowica zajął litewski władca Łucka – Lubart). Być może Kazimierz wcielił też wtedy do Polski ziemię sanocką. Nad pozostałą częścią Rusi Halickiej polskim namiestnikiem (według niektórych historyków Detko uznał łączne zwierzchnictwo Polski i Węgier) został ustanowiony miejscowy bojar Dymitr Detko (Dietko). Zdaniem Feliksa Kiryka w 1340 roku król podporządkował Ruś bezpośrednio sobie, a Detkę mianował dopiero po zainicjowanym przez bojara buncie w roku następnym. Detko, wraz z niejakim Danielem z Ostrowa, wezwał na pomoc chana. Na początku 1341 roku Tatarzy najechali Małopolskę. Dotarli do Wisły z zamiarem przeprawienia się na lewy brzeg. Drogę zagrodziły im polskie wojska z Kazimierzem na czele. Po bitwie nad Wisłą Tatarzy zostali zmuszeni do odwrotu. Próbowali jeszcze zdobyć Lublin, ale obrońcy miasta odparli najeźdźców. Detko ponownie podporządkował się królowi i – jako namiestnik – otrzymał szerokie uprawnienia.
Brakuje źródeł odnoszących się do zmagań o Ruś w ciągu kilku następnych lat. Prawdopodobnie jakieś starcia miały jednak miejsce, skoro w roku 1343 papież zwolnił Polskę z dwuletniej dziesięciny, zaznaczając, że pieniądze te mają być spożytkowane na walkę z niewiernymi. Część historyków uważa, że od 1341 do 1349 roku większych zmian politycznych na Rusi raczej nie było, ale istnieje także odmienny pogląd, w myśl którego Kazimierz utracił zdobytą wcześniej część Rusi na rzecz Lubarta. Jerzy Dowiat sprecyzował, że stało się to w roku 1344. Najpóźniej w 1345 roku w Przemyślu i Sanoku zaczęły stacjonować polskie załogi. Być może odbyło się to przy okazji wyprawy Ludwika węgierskiego przeciw Tatarom w 1345 roku. Istnieje też pogląd, że w 1344 roku Kazimierz wyprawił się na Ruś i na trwałe opanował utraconą wcześniej ziemię przemyską.
W 1349 roku król szykował kolejną ofensywę na Ruś. Kazimierz chciał wykorzystać niedawną porażkę Litwy w wojnie z Zakonem. Najprawdopodobniej na początku roku król doszedł do jakiegoś porozumienia z chanem, na co wskazuje przybycie posłów tatarskich i brak odwetowego najazdu ze strony Ordy. Aby zaskoczyć Litwinów, symulowano manewry skierowane przeciw Brandenburgii. Uderzenie na zajętą przez Litwę, Ruś Włodzimierską nastąpiło – według Rocznika miechowskiego – pod koniec roku, a według Pawła Jasienicy we wrześniu i zakończyło się pełnym sukcesem. Opanowano cały obszar dawnego księstwa halicko-włodzimierskiego. Jedynie Łuck król pozostawił Lubartowi, ale ten musiał uznać zwierzchnictwo polskie. Możliwe jednak, że wyprawa ta odbyła się wcześniej, bo w trzech bullach (do Kazimierza, do arcybiskupa gnieźnieńskiego i do Kiejstuta) z 16 września papież Klemens VI dawał polecenia i obietnice dotyczące chrystianizacji Litwy za pośrednictwem Polski. Pisał, że Kiejstut wraz z braćmi postanowił przyjąć chrzest. Wydaje się mało prawdopodobne, żeby wkrótce po przyjęciu realistycznych planów chrystianizacji Litwy – zaatakowano ją. Bardziej realne jest, że Kiejstut wyraził zgodę na chrystianizację w wyniku przegranej batalii z Polską. Chrzest Litwy podważyłby zasadność istnienia państwa zakonnego, co niewątpliwie Kazimierz chciał uzyskać. Z nieznanych powodów do chrystianizacji Litwy wówczas nie doszło.
W maju 1350 roku Litwini wtargnęli na Mazowsze i dokonali tam wielkich zniszczeń (m.in. spalili Warszawę i Czersk). Dotarli nawet do ziemi łęczyckiej. Podczas odwrotu zaatakował ich król polski i zadał pod Żukowem druzgocącą klęskę. W sierpniu najechali Ruś, dokonali spustoszenia, wzięli wielu jeńców, zdobyli Włodzimierz, Bełz, Brześć i niektóre pomniejsze grody, po czym skierowali się do ziem łukowskiej, sandomierskiej i radomskiej, skąd również uprowadzili wielu ludzi. Litwini nie dawali się wciągnąć w żadną większą bitwę, a w drobnych potyczkach odnosili zwycięstwa. Kazimierz przystał w końcu na pokój. Na jego mocy Litwa odzyskała Ruś Włodzimierską z wyjątkiem ziemi lwowskiej.
W następnym roku Kazimierz przygotował kolejną wyprawę. W marcu uzyskał od papieża zwolnienie z połowy czteroletniej dziesięciny z przeznaczeniem pokrycia kosztów walki z Litwą i Tatarami. Na przełomie czerwca i lipca do Polski przybył Ludwik Węgierski wraz z wojskiem celem wspólnego ataku na Litwę. Połączone armie pod dowództwem Ludwika i Kazimierza dotarły do Lublina, gdzie król Polski musiał pozostać złożony ciężką chorobą. Obie armie poprowadził dalej monarcha węgierski. Po kilkunastodniowym pochodzie dotarł w okolice Mielnika, skąd wysłał trzech posłów do Kiejstuta. Pozostali oni w rękach litewskich jako zakładnicy, podczas gdy Kiejstut udał się na spotkanie z Ludwikiem. 15 sierpnia władcy zawarli pokój. Kiejstut obiecał, że przyjmie chrzest wraz z braćmi i podległymi ludami, jeśli dostanie od papieża królewską koronę. Zobowiązał się uczestniczyć na własny koszt w wyprawach wojennych Ludwika pod warunkiem, że królowie Polski i Węgier pomogą mu odzyskać ziemie litewskie zabrane przez Zakon i będą bronić Litwy przed Tatarami i Krzyżakami. Przy czym królestwa Polski, Węgier i Litwy miały pozostać w pokoju. Na Litwie miało powstać arcybiskupstwo, biskupstwa, a także klasztory. Ustalono też, że Węgrzy będą mogli swobodnie poruszać się po Litwie bez płacenia myt. Kiejstut udał się razem z Ludwikiem, aby ochrzcić się na Węgrzech. Jednak po trzech dniach marszu wymknął się nocą wraz ze swymi towarzyszami i uszedł. Litwini wypuścili też zakładników. Podczas tej wyprawy zginął książę Bolesław III płocki. Spominki płockie i Zdarzenia godne pamięci podają niejasną informację, że książę zginął, ponieważ Kiejstut przyrzekł się ochrzcić, nie dotrzymał obietnicy i uciekł. Wiadomo też, że Bolesław poległ 20 sierpnia, a zatem po zawarciu pokoju. Istnieją różne hipotezy wyjaśniające śmierć księcia. Według jednej z nich Bolesław poległ podczas pościgu za Kiejstutem. Wedle innej książę był jednym z Polaków, którym powierzono pieczę nad litewskim władcą, i został zamordowany, gdy próbował przeszkodzić jego ucieczce.
Kolejną wyprawę przeprowadzano zimą 1352 roku. Jedyny zachowany opis jej przebiegu zawarty jest w Kronice dubnickiej i dlatego znane są tylko działania węgierskie. 21 marca Ludwik dołączył do Kazimierza stojącego pod Bełzem. Przez sześć kolejnych dni wymieniali poselstwa z kasztelanem grodu, żądając poddania się. Ten jednak grał na zwłokę, przygotowując tymczasem gród do obrony. 28 marca wypowiedział wojnę. 31 marca oblegający przeprowadzili szturm zakończony klęską. Straty węgierskie musiały być znaczne, bo następnego dnia Ludwik zarządził odwrót. Jednak według Kroniki dubnickiej jeszcze przed odjazdem Ludwik porozumiał się z kasztelanem i ten uznał zwierzchnictwo Węgier, po czym kazał opuścić w grodzie flagi litewskie, a wciągnąć węgierskie. Wobec tego Kazimierz nie mógł dalej oblegać Bełza. Najpewniej w tym też czasie miały miejsce najazdy Tatarów i Litwinów na Ruś, gdyż wojska węgierskie wycofywały się przez niedawno spustoszone tereny. Podczas odwrotu Ludwik otrzymał wieści o nadciągających Tatarach. Najazd był skierowany przeciwko Polsce. Kazimierz musiał się zatem szybko wycofać. Wczesną wiosną Ordyńcy najechali ziemię lubelską. Skutki nie są znane.
Kazimierz potrzebował funduszy na dalsze działania wojenne. Aby je uzyskać, wymusił w czerwcu na Kościele polskim oddanie kosztowności archikatedry gnieźnieńskiej na cele wojenne. Wyceniono je na 1000 florenów i przekazano królowi w formie oprocentowanej pożyczki. W tym samym celu Kazimierz zastawił, wcieloną do Królestwa Polskiego po śmierci Władysława Garbatego, ziemię dobrzyńską Krzyżakom, a przejętą po Bolesławie III płockim ziemię płocką Siemowitowi III i jego bratu – Kazimierzowi I warszawskiemu.
W sierpniu i wrześniu król przebywał na pograniczu polsko-litewskim. 23 sierpnia był w Szczebrzeszynie. Przyczyną pobytu na Rusi były planowane lub już toczące się rokowania z książętami litewskimi. Rozmowy zakończyły się zawarciem rozejmu na dwa lata, obowiązującego od 1 października. Jawnuta, Kiejstut, Lubart, Jerzy Narymutowic (Narymuntowic) i Jerzy Koriatowic zobowiązali się w imieniu Olgierda, Koriata, Patryka i swoim własnym, że nie będą zagarniać ziem ani ludzi znajdujących się pod władzą Kazimierza. Przy czym zachowano aktualny stan posiadania – ziemie: łucka, brzeska, włodzimierska, chełmska i bełska przy Litwie, a lwowska przy Polsce. Obu stronom nie wolno było przez czas trwania rozejmu budować ani odbudowywać grodów. Litwini mieli przysłać pomoc w przypadku najazdu tatarskiego na rdzenne ziemie polskie, ale przy najeździe na należącą do Polski Ruś już nie musieli. Analogicznie Kazimierz miał wesprzeć Litwinów, gdyby król węgierski zaatakował Litwę, ale w przypadku węgierskiego natarcia na Ruś litewską nie był zobowiązany do świadczenia pomocy. Krzemieniec jako nadanie Polski i Litwy miał przypaść Jerzemu Narymutowicowi, ale dopiero po zawarciu pokoju, czyli za dwa lata. Gdyby któryś z książąt litewskich naruszył rozejm, starszy książę miał go okiełznać. Strony powinny wydawać sobie nawzajem zbiegów, ze szczególnym uwzględnieniem chłopów i niewolników, którzy uciekli do Lwowa.
Mimo że warunki rozejmu były korzystne dla Litwinów, szybko go zerwali. Po dniu Trójcy św. w 1353 najechali i zniszczyli Lwów. 7 lipca dowodzeni przez Lubarta Litwini zdobyli, złupili i spalili Halicz, a mieszkańców wymordowali. Pociągnęli stamtąd do Małopolski i we wrześniu spustoszyli okolice Zawichostu. W październiku miała miejsce wyprawa odwetowa Kazimierza. Jej przebieg ani rezultat nie są znane. Wiadomo jedynie, że 23 października król był pod Bełzem lub w Bełzie. Prawdopodobnie rok 1354 był okresem względnego spokoju i przygotowań do kolejnego starcia. Z wystawionych wówczas dokumentów wynika, że przynajmniej Ruś Halicka należała wtedy do Polski. Bullą z 10 listopada 1354 papież wezwał Polskę, Czechy i Węgry do krucjaty przeciw Litwinom i Tatarom oraz kolejny raz przyznał Polsce ulgi w płaceniu dziesięciny. Był to efekt polskich zabiegów w Awinionie. Król zgodził się, aby Czechy podjęły starania o pomoc w Brandenburgii, zbrojnego wsparcia z Pragi nie domagał się. Kazimierz uzyskał natomiast posiłki węgierskie (w zamian za kolejne ustalenia dotyczące sukcesji), a także tatarskie. Wielka wyprawa odbyła się w 1355 roku. Żadne źródło co prawda nie informuje wprost o jej przebiegu ani nawet o tym, że doszła do skutku, ale fakt otrzymania posiłków oraz pewne wzmianki w źródłach wskazują, że wyprawa nie tylko miała miejsce, ale zakończyła się opanowaniem całości lub części Rusi Włodzimierskiej (w tym samego Włodzimierza). W roku następnym Tatarzy zdobyli ten gród, więc król wysłał oddział pod dowództwem Stanisława Ciołka celem odzyskania utraconego grodu. Rycerz poległ w walce, ale raczej nie odzyskał Włodzimierza.
W bulli z 17 września 1356 papież Innocenty VI zganił wielkiego mistrza (najpewniej było to spowodowane polską skargą na Krzyżaków) za to, że nie tylko – mimo próśb króla o przysłanie posiłków – nie pomógł Kazimierzowi w wojnie z Litwinami, ale w dodatku – w czasie toczonej przez króla wojny – najechał będące polskim lennem Mazowsze, a niektóre grody okupował i zajmuje nadal wbrew sprawiedliwości. Możliwe, że dotyczyło to wydarzeń z 1355 roku. Najazd ten wynikał zapewne z zaniepokojenia Zakonu nadmiernym wzmocnieniem Polski zdobyczami na Rusi.
Pod koniec lata lub na początku jesieni 1356 Kazimierz zawarł pokój z Litwą. Nie zachowały się dokumenty określające warunki umowy. O fakcie zawarcia pokoju wiadomo z bulli papieskiej – wydanej zapewne pod wpływem skargi Krzyżaków – datowanej na 24 stycznia 1357, w której Innocenty VI krytykował tym razem Kazimierza za zawarcie pokoju i sojuszu z niewiernymi Litwinami. W dokumencie tym papież pisał także o ziemi ruskiej, na której Kazimierz uczynił Tatarów swymi trybutariuszami z przelewem krwi chrześcijan. Jeśli nie było to czcze oskarżenie ze strony Krzyżaków lub błąd, to informacja ta dotyczyła zapewne Podola. Zawarcie pokoju zapoczątkowało kilkuletni okres zbliżenia polsko-litewskiego. Celem, do którego król dążył w tym czasie, była chrystianizacja Litwy. 17 grudnia 1357 rozpatrzono w Awinionie suplikę Kazimierza, w której prosił o podporządkowanie Litwy polskiej prowincji kościelnej. Papież przekazał wniosek wicekanclerzowi celem dokładniejszego zbadania, co w praktyce oznaczało odroczenie sprawy. Istnieją różne – niewykluczające się zresztą – domysły, kto takiemu rozwiązaniu się sprzeciwił. Z jednej strony mogli być mu przeciwni Krzyżacy, a z drugiej naruszyłoby interesy arcybiskupa ryskiego poprzez zmianę granic jego archidiecezji, a rozwiązań takich starano się w Awinionie unikać. Być może z inicjatywy zaniepokojonych polskimi poczynaniami Krzyżaków cesarz Karol IV Luksemburski zwrócił się pismem z 18 kwietnia 1358 do książąt litewskich z wezwaniem do przyjęcia pod jego opieką chrześcijaństwa. W lipcu do przebywającego w Norymberdze cesarza dotarł jeden z braci wielkiego księcia i przekazał wiadomość, że Litwa pragnie chrystianizacji i dlatego wielki książę przybędzie na Boże Narodzenie, by przyjąć chrzest. Ustalono, że uroczystość odbędzie się we Wrocławiu. Jednak w zapowiedzianym terminie wielki książę nie przybył, wysłał zamiast tego posłów z wiadomością, że nie ochrzci się, dopóki Zakon nie zwróci zabranych Litwie ziem. Nie wiadomo, czy była to inicjatywa konkurencyjna w stosunku do polskiej, czy nie. Pewne jest za to, że obie spełzły na niczym.
Kazimierzowi powiodło się natomiast inne przedsięwzięcie. Możliwe, że już w 1358 roku rozpoczęto rozmowy w sprawie zawarcia małżeństwa między wnukiem Kazimierza Kaźkiem IV słupskim i Kenną, córką wielkiego księcia Olgierda. Jak wynika ze złożonej w 1360 w Awinionie prośby o dyspensę, małżeństwo trwało wówczas już około roku. Wskazuje to na wielki pośpiech strony polskiej, której najwyraźniej bardzo zależało na doprowadzeniu do małżeństwa. Związek ten umocnił pokój polsko-litewski. Innym czynnikiem cementującym te dobre relacje było podpisanie w 1358 układu granicznego pomiędzy Mazowszem książęcym a Litwą.
Pokój utrzymał się do 1366 roku. Kazimierz odbył wówczas udaną wyprawę na Ruś zakończoną podpisaniem pokoju przyznającego Polsce kolejne zdobycze. Pod bezpośrednią władzę Kazimierza przeszła ziemia krzemieniecka, natomiast pozostałe nabyte ziemie król przekazał w lenno: chełmską i bełską Jerzemu Narymutowicowi, a część włodzimierskiej (z samym Włodzimierzem) i zachodnią część Podola Aleksandrowi Koriatowicowi. Resztę ziemi włodzimierskiej i łucką zachował Lubart. Miał on odtąd świadczyć Kazimierzowi pomoc przeciwko wszystkim wrogom króla. Wydaje się, że to głównie przeciw Lubartowi była skierowana wyprawa i dlatego nie popsuła zbytnio polsko-litewskich relacji. Aż do śmierci Kazimierza Litwini zaatakowali jeszcze tylko raz – w 1368 roku. Najazd Kiejstuta na Mazowsze był jednak tylko pośrednio skierowany przeciw Polsce. Litwini zniszczyli wówczas Płońsk, Czerwińsk, Wyszogród i Pułtusk. W tym ostatnim puścili z dymem zamek wraz z załogą i ukrytymi wewnątrz ludźmi. Aby zabezpieczyć Ruś przed podobnymi najazdami, Kazimierz zarządził budowę nowego, murowanego zamku we Włodzimierzu.
Według kroniki Jana Długosza w 1359 roku Kazimierz wyprawił się do Mołdawii. Kronikarz opisał to wydarzenie następująco. Po śmierci hospodara Stefana I dwaj jego synowie rozpoczęli walkę o władzę. Piotr szukał poparcia na Węgrzech, a Stefan II w Polsce. Przyrzekł on Kazimierzowi wierność i posłuszeństwo. Król zebrał więc rycerstwo ziem krakowskiej, sandomierskiej, lubelskiej i ruskiej, a następnie wyruszył do Mołdawii. Jednak zanim tam dotarł, bracia pogodzili się i zastawili w lasach szypienickich zasadzkę na nadchodzące wojska polskie. Pułapka okazała się skuteczna i wielu Polaków zginęło, a jeszcze więcej dostało się do niewoli. Relacja ta nie ma jednak potwierdzenia w źródłach bliższych wydarzeniom i dlatego jest często podważana przez historyków. Według jednej z hipotez Długosz omyłkowo przypisał Kazimierzowi wyprawę Ludwika Węgierskiego z 1377, a wedle innej król Polski rzeczywiście się wyprawił, ale w 1368 roku. Zgodnie z tą drugą właśnie podczas nieobecności króla doszło do najazdu litewskiego na Mazowsze, a także na Ruś.

#### Kwestia biskupstw ruskich

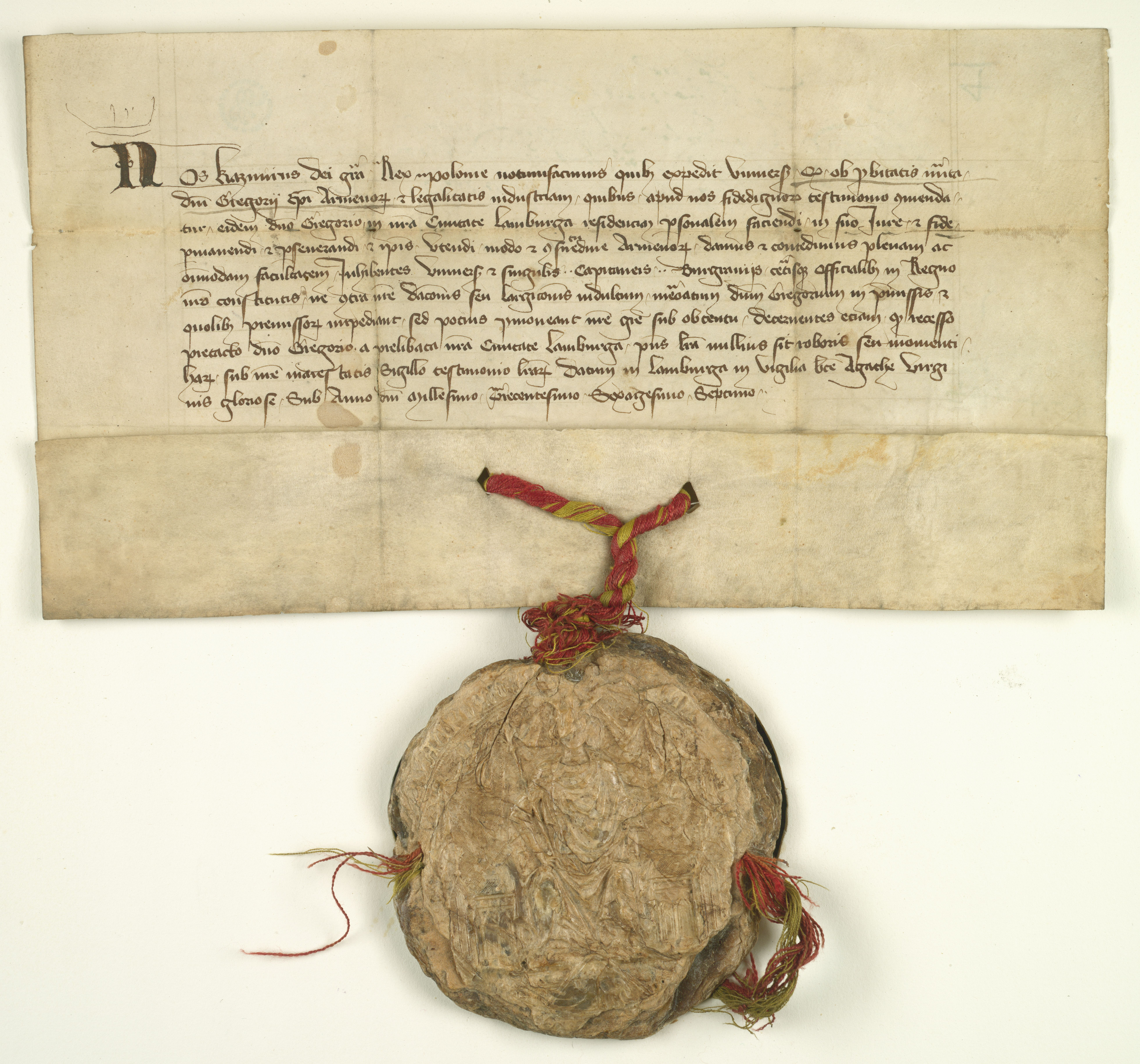
Kazimierz Wielki, król polski, zezwala Grzegorzowi, biskupowi ormiańskiemu, na przebywanie we Lwowie i prowadzenie tam działalności według obyczaju ormiańskiego. Dokument sygnowany pieczęcią królewską i datowany na 3 lutego 1367 roku

Kazimierzowi bardzo zależało na tym, aby organizacja kościelna na Rusi była niezależna od sąsiadów i sprzyjała polskim interesom. W tym celu zwrócił się listownie do patriarchy konstantynopolitańskiego Filoteja o zatwierdzenie Antoniosa (Antoniego) na stanowisku metropolity halickiego, a tym samym odnowienie metropolii, która przestała istnieć w 1347 roku. List był utrzymany w dość ostrym tonie – Kazimierz groził nawet, że jeśli metropolia nie zostanie odtworzona, to w przyszłości może zajść potrzeba przechrzczenia Rusinów na katolicyzm. Metropolię halicką odnowiono wkrótce po śmierci króla – w 1371 roku.
Jeżeli chodzi o organizację kościoła katolickiego na Rusi, to plany Kazimierza nie zostały w pełni zrealizowane. Istniejącego już od czasu panowania Bolesława Jerzego Trojdenowica biskupstwa przemyskiego oraz powstałych w latach 1358–1359 tytularnych biskupstw chełmskiego, włodzimierskiego i lwowskiego nie podporządkowano arcybiskupowi gnieźnieńskiemu. Nawet będące sufraganią Gniezna biskupstwo lubuskie w sprawach ruskich podlegało bezpośrednio papieżowi. Papiestwo zazwyczaj było niechętne zmianom granic metropolii, a nowe biskupstwa chętnie podporządkowywało bezpośrednio sobie. Także Węgry – skoro nie mogły uzależnić biskupstw ruskich od siebie – wolały, by na Rusi powstała nowa archidiecezja, niż żeby zostały poszerzone granice gnieźnieńskiej. W tych okolicznościach w 1367 została utworzona w Haliczu nowa metropolia Kościoła łacińskiego. Jej sufraganie nie zostały jeszcze wówczas ustalone. Rok później doszło do jakiejś ugody pomiędzy Kazimierzem a ówczesnym biskupem lubuskim. Jej treść nie jest znana, ale jest dość prawdopodobne, że dotyczyła wspólnej polityki ruskiej w zmienionej sytuacji.
W 1363 roku za zgodą Kazimierza zostało przeniesione z Łucka do Lwowa biskupstwo kościoła ormiańskiego.

### Polityka wobec Mazowsza
W polityce wobec Mazowsza, inaczej niż w przypadku innych dzielnic, nie stosowano zbytniej presji czy działań zbrojnych, ponieważ pamiętano, że kroki takie, podejmowane wcześniej przez Łokietka, skłaniały książąt mazowieckich do szukania krzyżackiej opieki. Jeszcze w dokumencie rozejmowym z 1334 roku wielki mistrz wymieniał Piastów władających Mazowszem jako swoich sprzymierzeńców. Prawdopodobnie liczono w Polsce na to, że będąc zbyt słabymi, aby odeprzeć najazdy litewskie, książęta mazowieccy będą musieli prędzej czy później poszukać silnego opiekuna. Tymczasem starano się nie powodować zadrażnień w relacjach z tymi książętami. W dużej mierze na przeszkodzie zbliżeniu polsko-mazowieckiemu stał umocniony małżeństwem z Aldoną Anną pokój Polski z Litwą. Sytuacja uległa radykalnej zmianie, gdy w 1339 roku królowa Aldona zmarła, a w roku następnym rozpoczęły się walki o spuściznę po zmarłym Bolesławie Jerzym Trojdenowicu. Według późniejszej tradycji Kazimierz wykupił wówczas prawa Trojdenowiców do spadku po bracie. Jednak żadne znane nam, współczesne wydarzeniom źródła tego nie potwierdzają.
W nowych warunkach zbliżenie nastąpiło dość szybko. Już w 1343 roku wszyscy książęta mazowieccy (z wyjątkiem niepełnoletniego Kazimierza Trojdenowica) poręczali pokój kaliski jako sojusznicy króla polskiego.
18 września 1351 roku, w niespełna miesiąc po bezpotomnej śmierci księcia mazowieckiego Bolesława III płockiego, nie zważając na czeskie prawa do spuścizny po ich lenniku, Kazimierz zajął księstwo płockie. Król ułożył się w Płocku z książętami Siemowitem III i Kazimierzem I warszawskim odnośnie do ziem po zmarłym. Zachował ziemie płocką, zakroczymską i wiską, natomiast sochaczewską przekazał książętom w lenno, przy czym złożyli oni wówczas Kazimierzowi hołd także ze swych ziem dziedzicznych. Jednak stosunek lenny miał obowiązywać tylko względem króla i jego ewentualnych męskich potomków. Jeśliby natomiast królewska linia Piastów wygasła, to książęta nie tylko byliby zwolnieni z obowiązków wasali, ale mieli także przejąć ziemie płocką, zakroczymską i wiską. Król Kazimierz obiecał, że uwolni Trojdenowiców od zobowiązań w stosunku do Karola IV, a jeśli tego nie zdoła uczynić, to przekaże książętom Płock. Jednym z czynników, które skłoniły książąt do złożenia hołdu, był z pewnością wielki najazd litewski z roku 1350 rozbity dopiero przez siły króla polskiego. Jak istotne było zagrożenie litewskie dla stosunków Polski z księstwami mazowieckimi pokazuje fakt włączenia ze strony polskiej do układu rozejmowego z Litwą z 1352 roku książąt mazowieckich.
Jednak cesarz nie zamierzał oddawać księstwa płockiego zbyt łatwo. Już 7 września 1351 roku przekazał je jako lenno szwagrowi zmarłego – księciu żagańskiemu Henrykowi V Żelaznemu. Kazimierz nie obawiał się utraty tych ziem, ponieważ zdawał sobie sprawę, że leżą zbyt daleko od Czech, by Luksemburgowie zdołali je zająć. Król nie wzdragał się poświęcać znacznych środków na te ziemie – w 1353 roku wydał polecenie otoczenia murem Płocka, mimo że rok wcześniej oddał Trojdenowicom w zastaw ziemię płocką za stosunkowo małą kwotę 2000 grzywien srebra.
26 listopada 1355 roku zmarł bezdzietnie Kazimierz I warszawski. Mimo że królowi polskiemu jako seniorowi przysługiwało prawo przejęcia ziem po zmarłym, z prawa tego nie skorzystał. Na zjeździe w Kaliszu król przekazał je bratu nieżyjącego księcia – Siemowitowi III, który ponownie złożył władcy polskiemu hołd ze wszystkich swoich włości. Książę umorzył Kazimierzowi pożyczkę udzieloną mu trzy lata wcześniej i zwrócił otrzymany zastaw. Zastrzeżono jednak, że po śmierci króla ziemia ta wróci we władanie Siemowita. Do tego czasu król miał ograniczone prawo rozdawania dóbr w ziemi płockiej – mógł nadawać młyny i wsie, ale nie wolno mu było nadawać grodów. Kazimierz przekazał też wtedy księciu jak gdyby w zastaw na trzy lata ziemie wiską i zakroczymską.
1 maja 1356 roku zawarto w Pradze sojusz polsko-czeski. Uregulowano przy okazji kwestię Mazowsza – Karol IV zrzekł się swych praw do księstwa płockiego, a Kazimierz – Namysłowa, Kluczborka i Byczyny.
W 1360 roku doszło do konfliktu Kazimierza z zakonem krzyżackim o Rajgród. Ziemia wiska, należąca do księstwa płockiego, znalazła się pod bezpośrednim zarządem królewskim pod koniec 1358 r., kiedy to upłynęły trzy lata, na które Siemowit III otrzymał Wiznę i Zakroczym.

#### Sprawa biskupstwa płockiego
W 1357 roku zmarł biskup płocki Klemens. Na jego następcę, za wiedzą i zgodą króla Kazimierza, kapituła wybrała Imisława, który był kanclerzem księcia Bolesława III. Wybór został zatwierdzony przez arcybiskupa. Jednak cztery miesiące później, korzystając z prawa rezerwacji (tj. wcześniejszego zastrzeżenia, że biskupstwo obsadzi według własnego uznania) papież wyznaczył na to stanowisko swojego spowiednika, dominikanina Bernarda, biskupa misyjnego w Milkowie na Wołoszczyźnie. Królowi obsada taka nie odpowiadała, ponieważ ojciec Bernarda został skazany (wraz z potomstwem do trzeciego pokolenia) na banicję za pomoc poganom w opanowaniu Sandomierza podczas jednego z najazdów. W 1360 roku król złożył skargę, w której wskazywał, że Bernard nie przybył do diecezji, aby się przedstawić, nie udał się do swego kościoła, nawet nie wysłał do niego swojego zastępcy, szukał natomiast oparcia u Krzyżaków. Prawdopodobnie stamtąd rozpoczął pertraktacje z Imisławem i kapitułą, które, wobec stanowczych działań króla, nie przyniosły rezultatu. W tej sytuacji Bernard obłożył swych oponentów klątwą i nałożył także interdykt. Nie osiągnął tym jednak zamierzonego celu, a zaostrzył tylko spór. Bernard naraził się także papieżowi, ponieważ przedstawił biskupstwo płockie niemal jako tylko tytularne, oceniając roczny dochód z niego na 300 florenów, podczas gdy strona polska szacowała je na 6000, a nawet 8000 florenów. W 1360 roku Kazimierz wysłał do papieża suplikę, w której stwierdzał, że diecezja płocka leży na kresach chrześcijańskiego świata i dlatego powinna być powierzona komuś, kto byłby gotowy strzec jej obszaru i mieszkańców przed poganami i cieszyłby się zaufaniem króla i jego poddanych, podczas gdy ojciec Bernarda dokonał zdrady właśnie na rzecz pogan. Wobec takiego stanowiska króla Innocenty VI polecił zbadać sprawę jednemu z kardynałów, a arcybiskupowi gnieźnieńskiemu polecił wezwać Bernarda przed sąd papieski, przed którym miał stanąć w ciągu trzech miesięcy. Dodatkowo papież zawiesił na pięć miesięcy wszystkie cenzury kościelne nałożone przez Bernarda i zabronił mu przez ten czas nakładać dalszych. Sprawa się przeciągała, ale jeszcze za pontyfikatu Innocentego VI Bernard został odwołany ze stanowiska biskupa płockiego. Następny papież, Urban V, nakazał w kwietniu 1363 roku arcybiskupowi gnieźnieńskiemu ostatecznie zdjąć cenzury nałożone przez Bernarda na kanoników płockich i inne osoby. Natomiast 13 października polecił arcybiskupowi praskiemu rozpocząć pertraktacje z Imisławem w sprawie jego należności z tytułu sprawowania biskupstwa. Kilka tygodni później papież mianował Imisława biskupem płockim. Król odniósł sukces.

### Zmagania o Śląsk

#### Wojna

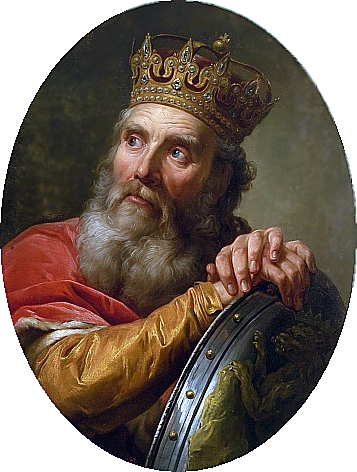
Kazimierz Wielki z pocztu królów polskich Marcello Bacciarelli – Zamek Królewski w Warszawie.

Wybrany w 1342 roku papież Klemens VI nie uznawał godności cesarskiej Ludwika IV Bawarskiego i dążył do jego detronizacji. Zamiast niego forsował swego wychowanka Karola IV Luksemburskiego. Wprawdzie zjazd elektorów we Frankfurcie uznał prawomocność jego władzy w myśl przyjętej na zjeździe elektorów w Rhense zasady, że wybór cesarza nie wymaga konfirmacji papieskiej, ale stosunki Wittelsbachów z Luksemburgami stawały się coraz bardziej napięte. Jednym ze sprzymierzeńców tych pierwszych był książę świdnicki Bolko II Mały. Prawdopodobnie z jego inicjatywy doszło do ponownego zbliżenia polsko-brandenburskiego pod koniec 1344 roku. 1 stycznia 1345 roku Kazimierz zawarł sojusz z cesarzem Ludwikiem IV Bawarskim wymierzony w Luksemburgów. Strony zobowiązały się udzielić sprzymierzeńcowi pomocy wojskowej określonej na czterystu zbrojnych i czterystu łuczników. Kazimierz miał ją świadczyć zarówno samemu cesarzowi, jak i jego synom. Obiecał uderzyć na wroga od strony własnego kraju i nie wchodzić w sojusze z Luksemburgami bez zgody cesarza Ludwika IV. Elementem układu był projekt małżeństwa córki Kazimierza Kunegundy i Ludwika rzymskiego, młodszego z synów cesarskich o tym imieniu. Ślub odbył się latem tegoż roku, więc układ wszedł w życie. Tym samym Kazimierz dołączył do antyluksemburskiej koalicji Wittelsbachów, Ludwika węgierskiego i Bolka Małego.
Stosunki polsko-czeskie stawały się coraz bardziej napięte. W marcu 1345 roku zapewne na polecenie Kazimierza uwięziono w Kaliszu powracającego z wyprawy do państwa zakonnego Karola Luksemburskiego. Pretekstem były niespłacone do końca, zaciągnięte w 1343 roku, długi królewicza czeskiego. Więzień rychło jednak zbiegł. W kwietniu lub na początku maja 1345 roku Jan Luksemburski zaatakował Bolka Małego, zdobywając Kamienną Górę i paląc przedmieścia Świdnicy. W tym samym czasie książęta głogowski i oleśnicki przeprowadzili zakończony niepowodzeniem atak na Wschowę. W czerwcu, wspierany posiłkami węgierskimi i litewskimi, Kazimierz spustoszył w odwecie księstwo opawskie (w jego skład wchodziło dawne księstwo raciborskie) i przystąpił do bezskutecznego oblężenia Żor. 29 czerwca 1345 król czeski Jan Luksemburski, zebrawszy dużą i dobrze uzbrojoną armię, przybył z odsieczą i stanął obozem pod Wodzisławiem. Jednak Kazimierz bitwy nie przyjął i zaczął się wycofywać w kierunku Krakowa. Być może miał nadzieję, że wojska czeskie zatrzymają się na granicy Królestwa Polskiego, ale postąpiły inaczej – stanęły dopiero 12 lipca pod Krakowem i rozpoczęły trwające 8 dni oblężenie miasta. W czasie tego najazdu czeskie podjazdy spaliły Miechów i wiele wsi. Jeszcze podczas oblężenia stolicy jeden z czeskich oddziałów poniósł z ręki przybyłych na pomoc Węgrów porażkę pod Lelowem. Czesi przegrali także starcie we wsi Pogoń koło Będzina. Najwyraźniej straty czeskie były duże, bo Jan Luksemburski zarządził odwrót. Powodem niepowodzenia polskiej ofensywy z czerwca był brak wsparcia koalicjantów – cesarza, jego stronników (np. władcy Miśni) i margrabiego brandenburskiego. Do tego ostatniego Kazimierz wysłał w maju swoich posłów i zapewne ustalono plan współdziałania, którego margrabia Ludwik nie zrealizował. We wrześniu zawarto obowiązujący do 11 listopada rozejm pomiędzy Kazimierzem i Bolkiem Małym a Janem Luksemburskim.
Wzmacniająca pozycję cesarza wojna była bardzo nie na rękę Klemensowi VI, więc już 18 października wydał kilka bulli mających nakłonić skonfliktowane strony do przedłużenia rozejmu i rozpoczęcia pertraktacji pokojowych. W skierowanej do Kazimierza papież ganił króla za sojusz z niewiernymi Litwinami, wydanie córki za mąż za syna cesarskiego i zawarcie przymierza z obłożonym klątwą cesarzem. Dalej stwierdzał, że Wittelsbachowie nie dotrzymali warunków umowy, więc Kazimierz może ją zerwać, do czego bardzo zachęcał. Zarówno Kazimierzowi, jak i Luksemburgom zapowiedział wysłanie swego nuncjusza w celu mediacji między Polską a Czechami. Jednak już 29 października papież ponownie zwrócił się do monarchów, prosząc o zachowanie pokoju aż do przybycia nuncjusza, które może się opóźnić i nastąpić dopiero po wygaśnięciu rozejmu. Nie wiadomo, czy władcy usłuchali wezwań papieża, czy nie podjęli dalszych działań wojennych ze względu na jesienną porę. Faktem jednak jest, że po wygaśnięciu rozejmu walk nie wznowiono. Obie strony postanowiły czekać na rozwój wydarzeń.
Co prawda przez kolejne dwa lata (1346 i 1347) nie wznowiono starć, ale pokoju również nie zawarto. W lutym 1346 roku zapewne w wyniku zabiegów Kazimierza książę bytomski Władysław wystawił dokument, w którym zapewniał, że nie udzieli pomocy Janowi Luksemburskiemu, Karolowi IV i księciu opawskiemu (do czego był zobowiązany jako wasal króla czeskiego), póki nie zostanie zawarty pokój polsko-czeski. Kilka miesięcy później Bolko II Mały przejął po zmarłym w maju stryju, księciu Henryku, z którym zawarł wcześniej układ na przeżycie, księstwo jaworskie. 22 maja Klemens VI wystawił kolejną bullę w sprawie konfliktu polsko-czeskiego. Odnosił się w niej do niezachowanego, wcześniejszego listu Kazimierza zawierającego deklarację gotowości do zawarcia pokoju. Stwierdzał przy tym, że Luksemburgowie byli właśnie w Awinionie, złożyli analogiczną deklarację i zdali się na papieski arbitraż w kwestii sporu z Polską, wyznaczając przy tym wadium w wysokości 10 000 grzywien na wypadek, gdyby się wyrokowi nie podporządkowali. W związku z tym papież zwrócił się do króla Polski, aby ten przysłał wyposażonych w odpowiednie pełnomocnictwa przedstawicieli oraz starał się o przedłużenie rozejmu lub zawarcie pokoju. Klemens VI zapowiedział też, że wyśle do Polski w tej sprawie swego legata. Nie wiadomo, czy, wobec braku wsparcia ze strony Wittelsbachów, Kazimierz rzeczywiście chciał zawrzeć pokój, czy tylko grał na zwłokę. Pewne jest natomiast, że już latem nie musiał dążyć do normalizacji stosunków z Czechami, ponieważ – po ogłoszeniu przez papieża detronizacji Ludwika Bawarskiego – 11 lipca Karol Luksemburski został wybrany królem niemieckim (de facto antykrólem), co powodowało skupienie uwagi Luksemburgów na sprawach Rzeszy. Dodatkowo 26 sierpnia 1346 roku w bitwie pod Crecy poległ Jan Luksemburski. Kazimierz i Bolko świdnicko-jaworski zyskali pewną swobodę działania. Korzystając z tego, Bolko Mały odzyskał Kamienną Górę. Przez kolejne miesiące pozorowano rokowania pokojowe. Sytuacja uległa zmianie dopiero 11 października 1347 roku wraz ze śmiercią cesarza Ludwika Bawarskiego. W tym momencie papiestwo straciło zainteresowanie polsko-czeskim konfliktem, a pozycja Karola IV bardzo się wzmocniła. Jednak Kazimierz, prawdopodobnie przewidując, że starania o uporządkowanie spraw Rzeszy i uzyskanie korony cesarskiej zajmą władcy czeskiemu jeszcze trochę czasu, zintensyfikował działania na Śląsku. Zapewne próbował pozyskać sobie przychylność książąt śląskich lub ludzi z ich otoczenia, bo 22 listopada Karol IV wystawił dokument wzywający śląskich wasali władcy do zaprzestania konfliktów wewnętrznych i nieudzielania poparcia ani posłuchu ludziom, którzy działają na szkodę znajdującego się pod bezpośrednią władzą Luksemburgów księstwa wrocławskiego. Obawy okazały się uzasadnione, gdyż pod koniec marca lub na początku kwietnia 1348 oddziały polskie zaatakowały księstwo wrocławskie, co oznaczało, że musiały po drodze przejść przez tereny co najmniej jednego księstwa śląskiego zależnego od Czech. Prawdopodobnie była to tylko demonstracja siły mająca na celu wzmocnienie pozycji przed rokowaniami pokojowymi. Zawarto wówczas krótkoterminowy, obowiązujący do 25 maja, rozejm pomiędzy Polską i księstwem świdnicko-jaworskim a Czechami. 7 kwietnia Karol IV wystawił w Pradze cztery dokumenty w sprawie Śląska. Trzema potwierdzał postanowienia dokumentów wystawionych w 1290 roku przez Rudolfa I Habsburga (dotyczących: układu Henryka IV Probusa z Wacławem II odnośnie do sukcesji czeskiej w księstwie wrocławskim, przekazania przez Rudolfa spuścizny po Probusie Wacławowi II i oddania tej spuścizny w lenno Czechom). Czwarty akt ogłaszał inkorporację Śląska i Łużyc do Korony Królestwa Czeskiego. Dokument ten praktycznie nie wprowadzał żadnych zmian na Śląsku, był jednak niebezpieczny ze względu na jednakowe potraktowanie wszystkich księstw śląskich z pominięciem niezależności księstwa świdnicko-jaworskiego. Brak odpowiedzi zbrojnej na atak i wystawienie tylko aktów prawnych prawdopodobnie ośmieliły Kazimierza do dalszych działań zbrojnych. Wkrótce po wygaśnięciu rozejmu wojska polskie ponownie zaatakowały księstwo wrocławskie. Działania wojenne przedłużyły się do lata, ale Karol IV nie wyprawił się na Śląsk, ponieważ absorbowały go inne sprawy.
Pod koniec lata lub na początku jesieni rozpoczęto negocjacje pokojowe. Zawarciem pokoju były zainteresowane obie strony, ponieważ Karol IV koncentrował się na sprawach niemieckich, a Kazimierz zamierzał, wobec bezskuteczności ataków na Śląsku, skupić siły na walce o Ruś. 22 listopada 1348 roku wojna została formalnie zakończona podpisaniem pokoju namysłowskiego. Traktat nie wprowadzał żadnych zmian terytorialnych. Warunki pokoju znane są tylko z dokumentu wystawionego przez Kazimierza. Rewersał wydany przez Karola IV zaginął i dlatego nie wiadomo, jakie były szczegółowe zobowiązania strony czeskiej. Kazimierz włączył do układu ze swej strony Bolka Małego (ale pod warunkiem zgody księcia Austrii, Styrii i Karyntii Albrechta, zapewne włączonego przez króla czeskiego) i Ludwika węgierskiego. Królowie przyrzekali sobie wzajemną, wieczystą miłość i braterską przyjaźń. Karol IV uznał polskie roszczenia terytorialne w stosunku do państwa zakonnego i Marchii Brandenburskiej i deklarował pomoc w odzyskaniu utraconych ziem. Natomiast Kazimierz obiecywał nie łączyć się z wrogami Karola (nawet gdyby przy pomocy Karola IV nie udało się odzyskać strat Królestwa Polskiego na rzecz Zakonu lub Brandenburgii). A gdyby rewindykacja się powiodła, będzie służył władcy czeskiemu radą i pomocą przeciw każdemu przeciwnikowi, wyjąwszy króla Węgier. Jeżeli na terenach odzyskanych z pomocą Karola IV Kazimierz skonfiskowałby jakieś dobra, to ich połowę miał przekazać monarsze czeskiemu. Kazimierz umorzył także niewielką resztę długu króla Czech. Polska miała udzielić pomocy wojskowej tylko w przypadku wcześniejszego skorzystania ze wsparcia Czechów. Sukcesem strony polskiej było uzyskanie uznania przez Karola IV polskich roszczeń względem państwa zakonnego i Marchii Brandenburskiej oraz to, że nie ponowiono zrzeczenia się praw do Śląska.

#### O biskupstwo wrocławskie

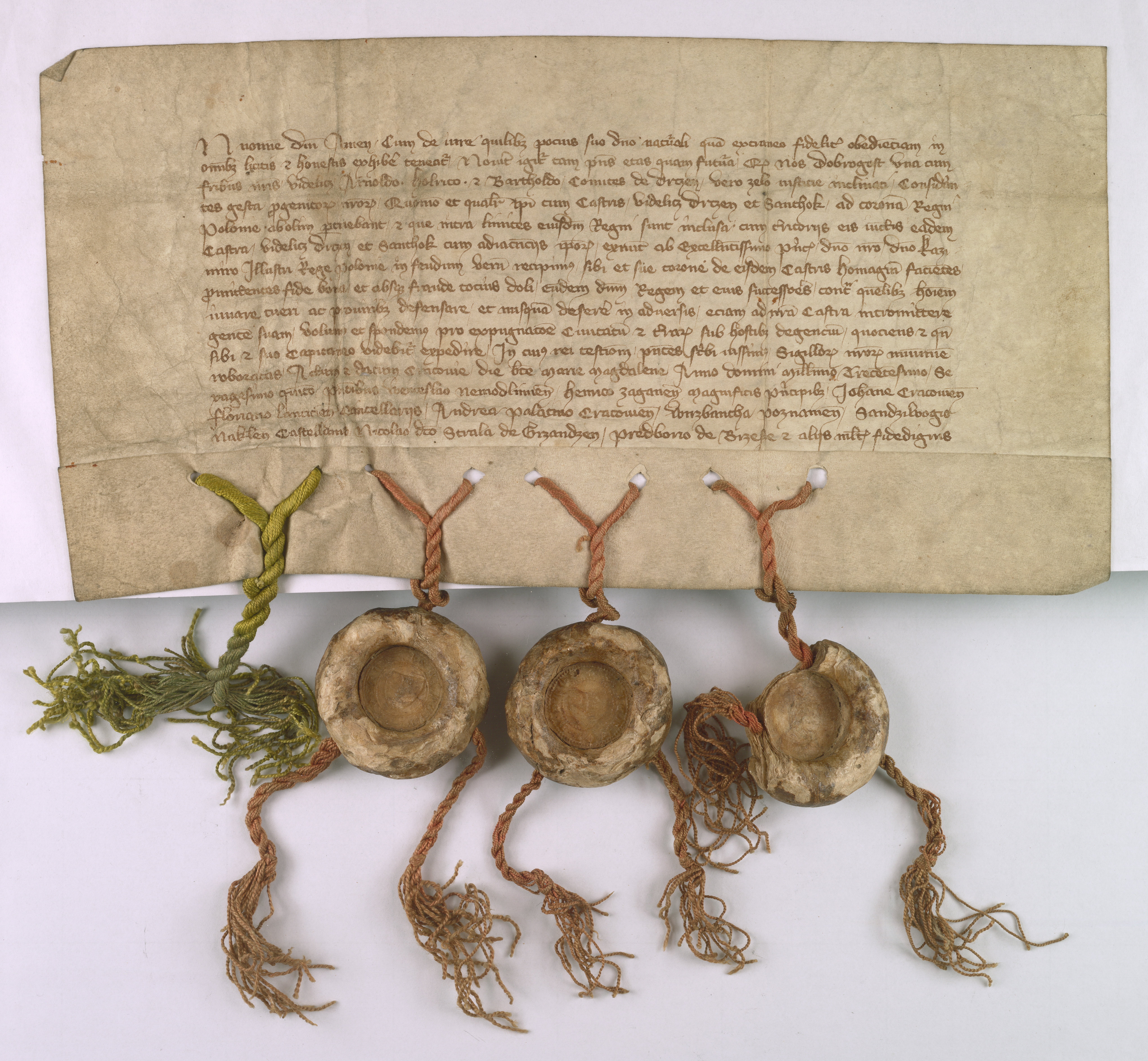
Dobrogost wraz z braćmi, panowie von Osten, dziedzice Drezdenka, składają hołd królowi Kazimierzowi i biorą w lenne posiadanie Drezdenko i Santok 22 lipca 1365 roku

Biskup lubuski Piotr I z Opola uzupełnia ugodę zawartą z Kazimierzem królem polskim w Kaliszu w 1368 roku, dokument z 25 czerwca 1369 roku

Gdy Kazimierz wstępował na tron, biskupem wrocławskim był sprzyjający Polsce Nanker. Jeszcze za jego życia król starał się przekonać papieża, aby po śmierci Nankera stanowisko to przypadło biskupowi krakowskiemu Janowi Grotowi, wrogo nastawionemu w stosunku do Niemców i germanizacji. Jednak wpływy Luksemburgów w Awinionie przeważyły i w 1342 roku następcą Nankera został Przecław z Pogorzeli, gorliwy zwolennik czeskiego panowania na Śląsku. Zawarł on zatwierdzony przez króla Jana układ z Karolem Luksemburskim, wówczas jeszcze margrabią Moraw. Luksemburgowie potwierdzili wszystkie prawa i przywileje biskupstwa wrocławskiego, a w zamian Przecław przyrzekał im lojalność i obiecał bronić nienaruszalności czeskiego panowania na Śląsku wszystkimi środkami, jakimi dysponuje Kościół.
W 1344 roku Luksemburgowie, korzystając z faktu, że arcybiskup moguncki popierał cesarza Ludwika Bawarskiego, wyjednali u papieża Klemensa VI zgodę na wyłączenie Czech spod zwierzchności mogunckiej prowincji kościelnej poprzez podniesienie biskupstwa praskiego do rangi arcybiskupstwa. Naturalną koleją rzeczy dążyli do podporządkowania nowej metropolii wszystkich kościołów w Królestwie Czeskim, a więc również podlegającej Gnieznu diecezji wrocławskiej. Jednak z powodu konfliktu zbrojnego na Śląsku i zaangażowania w sprawy Rzeszy nie podjęli działań w tym kierunku aż do 1348 roku. Wówczas Karol IV zwrócił się do papieża z prośbą o wyłączenie diecezji wrocławskiej z gnieźnieńskiej prowincji kościelnej i włączenie jej do praskiej, a w roku następnym wysłał do Awinionu pisemne zapewnienie, że dotychczasowa praktyka płacenia świętopietrza przez Kościół śląski będzie utrzymana, więc budżet papiestwa na zmianie granic prowincji nie ucierpi. Jednak papież musiał też się liczyć ze stanowiskiem Kazimierza. A król Polski był temu zdecydowanie przeciwny. Aby udaremnić starania delegacji Karola IV, Kazimierz wysłał do Awinionu proboszcza bocheńskiego Wojciecha z Opatowca (człowieka nieprzeciętnych zdolności wyniesionego do godności kanclerza dobrzyńskiego). Wyjednał on sobie stanowisko dziekana kapituły wrocławskiej, co bardzo wzmocniło grupę sprzyjających Polsce kanoników wrocławskich. W 1350 roku udaremnił próbę zmiany przynależności diecezji wrocławskiej. Wobec takiego obrotu sprawy Karol IV zaprosił w 1351 roku Kazimierza i arcybiskupa Jarosława Bogorię do Wrocławia w celu negocjacji. W zjeździe tym wzięli również udział Przecław z Pogorzeli i niektórzy książęta śląscy, najprawdopodobniej był wśród nich Bolko Mały. Jednak stanowisko Kazimierza i arcybiskupa Jarosława Bogorii było nieprzejednane i Karol IV nic nie uzyskał. Już w 1352 roku Karol IV rozpoczął starania o zwrot wystawionego w 1349 roku dokumentu dotyczącego świętopietrza. Zapewne obawiał się, że może kiedyś zostać wykorzystany przez papiestwo ze szkodą dla Kościoła czeskiego. Jednak cel osiągnął dopiero w 1357 roku, gdy wystawił w zamian zapewnienie, że umożliwi swobodny pobór tego świadczenia na Śląsku. W 1360 roku Karol IV przyrzekł w imieniu własnym i swoich następców sprawy przynależności diecezji wrocławskiej już więcej nie podnosić. Wkrótce jednak zaczęto w Polsce podejrzewać, że oświadczenie było nieszczere i biskup wormacki podjął w imieniu Karola IV jakieś kroki w tej sprawie. Król Kazimierz wysłał więc do Awinionu zapytanie, na które papież odpowiedział w bulli z 25 lutego 1365 roku, zaprzeczając pogłoskom, jakoby rozważano zmianę przynależności biskupstwa wrocławskiego. Sukces polskiego władcy okazał się trwały, bo diecezja wrocławska pozostała w prowincji gnieźnieńskiej aż do XIX wieku.

#### Okres pokoju
W 1353 roku na Śląsku nastąpiła istotna zmiana w układzie sił. 27 maja odbył się w Budzie ślub owdowiałego niemal cztery miesiące wcześniej Karola IV i Anny, zaledwie czternastoletniej bratanicy Bolka Małego. Książę obiecał Karolowi IV następstwo po sobie w przypadku śmierci bez męskiego potomka i tym samym stawał się sprzymierzeńcem króla czeskiego.
Tego samego dnia Karol IV zawarł układ z Ludwikiem węgierskim. Być może próbowano dojść do porozumienia trójstronnego z Kazimierzem, jednak to się nie udało i prawdopodobnie uzyskano tylko to, że Ludwik działał z jakiegoś pełnomocnictwa króla polskiego. Król Węgier zrzekł się na rzecz Karola IV i Korony Królestwa Czeskiego księstwa świdnicko-jaworskiego wraz ze wszystkimi przyległościami, przynależnościami i prawami, które Ludwikowi, Królestwu i Koronie Królestwa Węgierskiego przysługują lub będą mogły przysługiwać. W osobnym dokumencie stwierdzał, że mając na uwadze rezygnację Karola IV na rzecz Kazimierza i jego (tj. Ludwika) z księstwa płockiego wraz z przynależnościami i praw, które Luksemburgom przysługują w tym i pozostałych księstwach mazowieckich, oddaje w zamian Kluczbork i Byczynę z przyległymi terytoriami. Ludzi zamieszkujących tam zwolnił w imieniu swoim i Kazimierza ze wszelkich zobowiązań na rzecz Polski, a Bolka Małego i mieszkańców księstwa świdnicko-jaworskiego w imieniu króla Polski. Ludwik obiecał też, że król Polski ratyfikuje układ w ciągu czterech miesięcy. Jednak Kazimierz, mimo nacisków, traktatu nie zatwierdził.
Wydawało się, że układ polsko-czeski zawarty w 1356 w Pradze oznaczał ostateczną klęskę Kazimierza Wielkiego w jego usiłowaniach rewindykacji Śląska. W układzie tym król zrzekał się wszystkich księstw śląskich, w tym również tych które dotąd nie złożyły hołdu Czechom. Był to jednakże tylko wybieg taktyczny króla, który dzięki temu układowi zlikwidował czeskie pretensje do księstw mazowieckich, zmuszonych w 1351 do podporządkowania się Polsce, a związanych dotychczas zależnością lenną z dworem praskim. Parę lat później Kazimierz znów zaczął się dopominać praw do Śląska. Udało mu się nawet zdobyć poparcie papieskie dla akcji rewindykacyjnej na Śląsku, gdyż dzięki zabiegom dyplomatycznym króla Stolica Apostolska unieważniła wszystkie zawarte pod politycznym przymusem przysięgi Kazimierza dotyczące ustępstw terytorialnych z lat 1335, 1339, 1348 oraz 1356.
Jednakże państwu brakło siły, aby plan wprowadzić w życie. Dlatego król Polski usilnie zabiegał o aliantów na Śląsku. W latach 1362–1363 wciągnął w orbitę swych wpływów Henryka V Żagańskiego, jednego z najsilniejszych książąt śląskich i swego dotychczasowego zaciekłego wroga. W 1365 ślub króla z Jadwigą żagańską przypieczętował to przymierze. Król liczył również do końca na Bolka II Świdnickiego, mimo iż ten zawarł w 1353 układ o przeżycie z Karolem Luksemburczykiem. W razie projektowanej wojny o Śląsk Kazimierz Wielki miałby więc za sobą koalicję Bolka Świdnickiego oraz Henryka Żagańskiego. W lipcu 1368 zmarł Bolko, a w następnym roku Henryk, a królewskie plany legły w gruzach razem z księstwami żagańskim i świdnicko-jaworskim.

#### Ku ponownej konfrontacji
Wojna z Czechami wydawała się jednak i tak nieunikniona. W 1365 Luksemburgowie będący jednocześnie królami Czech oraz cesarzami Rzeszy zawładnęli tronem Brandenburgii oskrzydlając Polskę od zachodu. Równocześnie zaczęli zabiegać o rękę córki władcy Księstwa Szczecińskiego chcąc i tam zdobyć tron. Zgromadzona w rękach Luksemburczyków potęga połączonych tronów czeskiego, brandenburskiego i cesarskiego była dla polskiego władcy śmiertelnym zagrożeniem. Kazimierz pokrzyżował plany luksemburskie na Pomorzu Zachodnim wciągając je w orbitę polskich wpływów (plany sukcesyjne wobec Kaźka Słupskiego i utrącenie planów matrymonialnych Luksemburczyków).
Umocniwszy swoje pozycje na północnym i środkowym zachodzie Kazimierz Wielki przygotowywał uderzenie na Śląsk. Koncentrację sił i środków na granicach przerwała śmierć króla w 1370, gdy wojna wisiała na włosku. Następcy Kazimierza nie powrócili już do kwestii rewindykacji utraconej prowincji.

### Marchia Brandenburska i Nowa Marchia
Niektórzy możnowładcy brandenburscy nie byli zadowoleni z perspektywy przejęcia władzy w marchii przez Luksemburgów, które z pewnością oznaczałoby wzmocnienie władzy centralnej. Miało to nastąpić po wymarciu brandenburskiej linii Wittelsbachów. Gdy 14 maja 1365 roku zmarł zięć Kazimierza Ludwik rzymski margrabia brandenburski, jego następcą miał zostać ostatni z linii Otton V. Sytuację wykorzystali panowie Dobrogost, Arnold, Holryk i Bartold von Osten siedzący na Santoku i Drzeniu (Drezdenku), poszukali opieki u króla polskiego i 2 czerwca (według Jana Dąbrowskiego i Pawła Jasienicy 22 lipca) w Krakowie złożyli mu hołd ze swych włości. Uzasadnili to faktem, że tereny te od dawna należą do Królestwa Polskiego, więc przyjęli je z rąk króla polskiego.
Skonfliktowany z cesarzem margrabia Otton oddał 15 lutego 1368 roku królowi Drahim i Czaplinek. Prawdopodobnie Kazimierz przyrzekł mu w zamian wsparcie. Z wystawionego 10 maja dokumentu wynika, że również Człopa i Wałcz z przyległościami należały do Polski. Wcześniej obszar ten oddzielał Pomorze Zachodnie od Królestwa Polskiego i łączył Nową Marchię z państwem zakonnym.
W 1369 roku po długich pertraktacjach biskup lubuski Piotr uznał Kazimierza za patrona swej katedry. Wzmacniało to polskie wpływy w ziemi lubuskiej, ponieważ patron przedstawiał biskupowi swych kandydatów na probostwa i inne stanowiska, których obsada zależała od biskupa.

## Polityka wewnętrzna

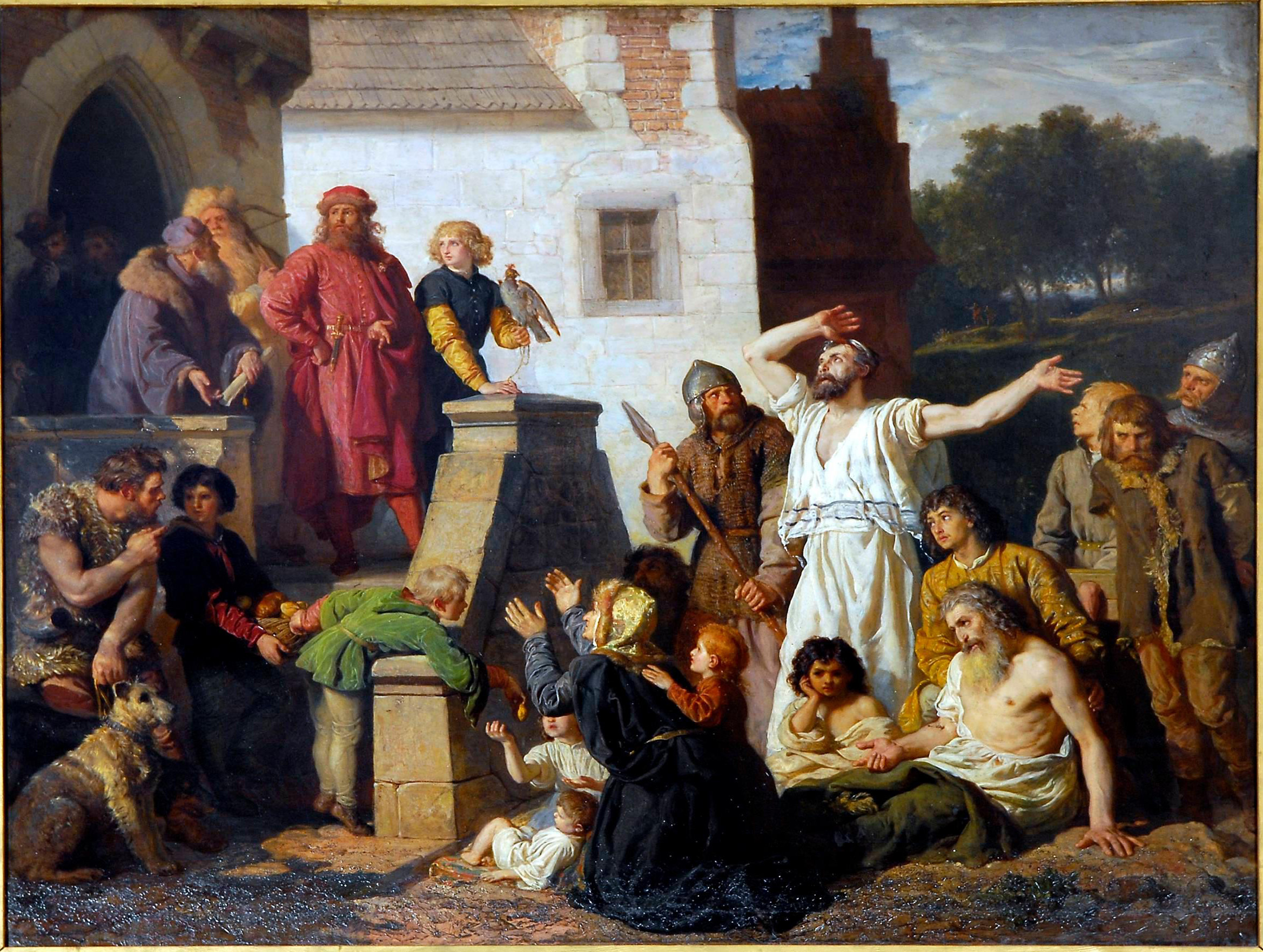
Przyjęcie Żydów, obraz Wojciecha Gersona (1874)

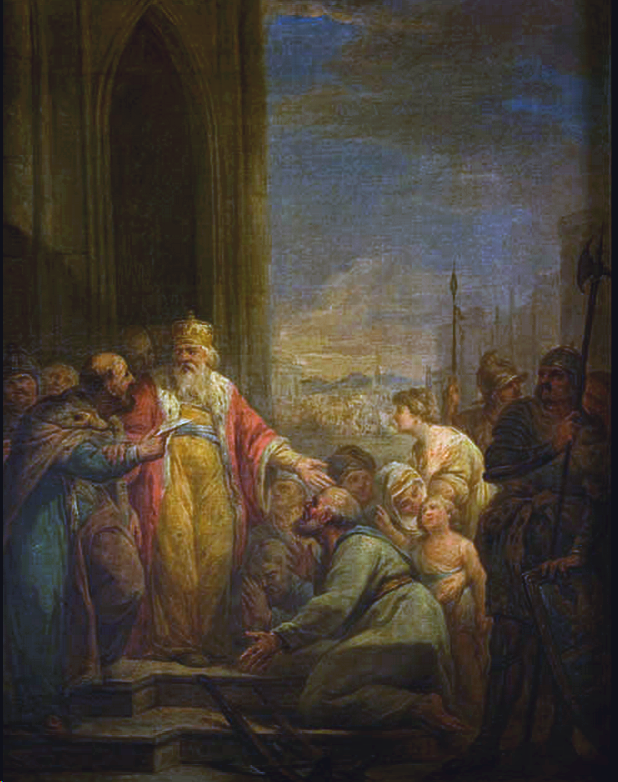
Prawa Kazimierza Wielkiego, rok 1347, obraz Marcello Bacciarellego (1796)

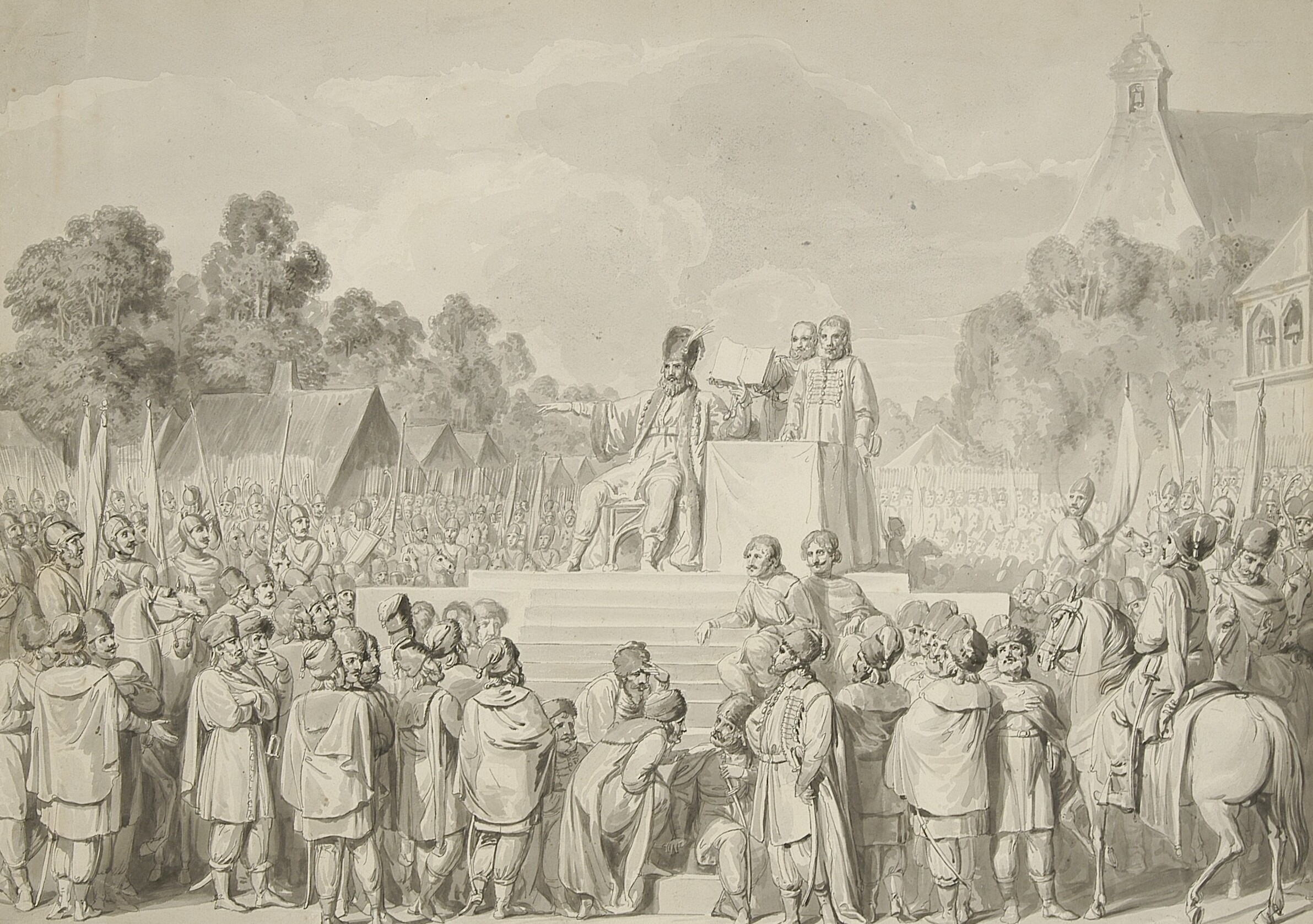
Kazimierz Wielki, sejm w Wiślicy, rysunek Franciszka Smuglewicza (przed 1807)

Kazimierz Wielki odnosił sukcesy dyplomatyczne i organizował zwycięskie wyprawy przede wszystkim dzięki prowadzeniu spójnej, a zarazem reformatorskiej polityki wewnętrznej. Dążył do stworzenia silnych podstaw materialnych oraz prawnych sprawowanych rządów królewskich. Wprowadził jednolity system zarządzania państwem. Przy boku władcy działała powoływana przez niego rada królewska, pełniąca funkcje doradcze. W jej skład wchodzili m.in. marszałek odpowiedzialny za bezpieczeństwo państwa, kanclerz zajmujący się głównie polityką zagraniczną, podskarbi zarządzający skarbem. Królewskimi urzędnikami lokalnymi byli starostowie, powoływani i odwoływani przez monarchę. Pełnili oni funkcje administracyjne, ekonomiczne oraz sądownicze w przypadku ciężkich przestępstw. Prężnie rozwijające się państwo Kazimierza potrzebowało nie tylko mądrze rządzących ludzi, ale również sprawnie działającego prawa, które stanowiłoby podstawę ustrojową Polski.

### Konflikt z biskupem krakowskim Janem Grotem
W 1334 król wszedł w konflikt z biskupem krakowskim Janem Grotem na tle jego polityki ustępstw wobec Krzyżaków. W grę wchodził też konflikt o obciążenie finansowe diecezji krakowskiej na rzecz państwa. Biskup rzucił klątwę na króla i nałożył interdykt na diecezję. W odpowiedzi Kazimierz oskarżył biskupa przed papieżem o zdradzanie tajemnic stanu, nawoływanie do buntu i nadużycia w nadawaniu beneficjów kościelnych. Doszło nawet do tego, że gdy w 1338 ekskomunikowany król wszedł do katedry wawelskiej, biskup przerwał nabożeństwo. Ostatecznie Kazimierz pogodził się ze swoim przeciwnikiem w 1343.

### Prawa Żydów
W 1334 władca rozszerzył na całe Królestwo Polskie postanowienia statutu kaliskiego księcia Bolesława Pobożnego, odnośnie do Żydów. Gminy żydowskie uzyskały m.in. wyjęcie spod jurysdykcji prawa niemieckiego i bezpośrednio podlegały sądom królewskim.

### Wielkopolska
Rycerstwo wielkopolskie protestowało przeciwko ustanowieniu starosty generalnego dla Wielkopolski, który stał się faktycznym rządcą tej dzielnicy w imieniu króla. Likwidacja tego urzędu i powołanie przez Kazimierza dwóch odrębnych starostów: Maćka Borkowica poznańskiego i Przecława z Gułtów kaliskiego tylko pogorszyło sytuację. Rozpoczęły się zamieszki i zbójnictwo na drogach. Dla obrony kupców Poznań zmuszony był zawiązać w 1350 konfederację miejską. Co gorsza na początku 1352 Kazimierz Wielki usunął obu starostów i przywrócił urząd starosty generalnego, którym został Ślązak Wierzbięta z Paniewic. To spowodowało już otwarte wystąpienie rycerstwa, które zawiązało 2 września 1352 w Poznaniu konfederację. Rozpoczęły się ataki na przedstawicieli i zwolenników króla. Wielkopolska pogrążyła się w chaosie wojny domowej. W 1353 król przybył tutaj, próbując mediacji. Udało mu się wówczas odciągnąć od konfederacji ród Zarembów i Leszczyców. Konfederaci jednak z pomocą wojsk brandenburskich uderzyli na Pałuki, oblegając Czarnków. Kres konfederacji położyła przysięga wierności Maćka Borkowica złożona Kazimierzowi Wielkiemu 16 lutego 1358 w Sieradzu.

### Reformy administracyjne i sądowe
Jako syn Łokietka był popierany przez mieszczan od samego początku. Monarchia syna Łokietka była monarchią stanową. W Polsce jako pierwszy wykształcił się stan duchowieństwa. Za czasów ostatnich Piastów słabła pozycja świeckich książąt na korzyść dostojników kościelnych. Politykę Kościoła polskiego opracowano na synodach w XIII wieku. W wyniku zdobywania przywilejów przez możnowładców i rycerzy powstał stan rycerski zwany szlacheckim. Jako ostatni wyodrębnił się stan mieszczański. Mieszczanie byli ludźmi osobiście wolnymi, posiadali prawo własności na środki produkcji i towary. Zarówno rycerstwo, jak i mieszczaństwo nie były jednolite. Stany te można było podzielić na grupy, jako kryterium obierając np. sytuację gospodarczą lub finansową. Najbiedniejszym stanem byli chłopi. Mieli ograniczoną wolność osobistą i prawa do ziemi. Byli poddani sądownictwu pana. Polityka Kazimierza Wielkiego dążyła do scentralizowania i umocnienia władzy opierając się na miastach i szlachcie. Największym zagrożeniem tej polityki byli główni możni. Dlatego król starał się ograniczyć potęgę ekonomiczną możnych i duchowieństwa oraz podporządkować Kościół władzy królewskiej. Taka polityka napotkała na opór ze strony biskupa krakowskiego Jana Grota, który rzucił na króla klątwę. Syn Łokietka zyskał wielu wrogów wśród kleru, też ze względu na odbiegające od chrześcijańskiego wzoru życie osobiste. Kazimierz czterokrotnie się żenił i utrzymywał związki nielegalne. Ponieważ król był porywczy, często dochodziło do poważnych zatargów między nim a duchowieństwem. W latach 1352–1353 miało miejsce groźne starcie z książętami wielkopolskimi. Kazimierz szybko i bezwzględnie się z nimi rozprawił. Przywódca buntowników, starosta poznański Maćko Borkowic, został w 1358 roku uwięziony i skazany na śmierć głodową. Jedną z reform było przeobrażenie urzędu starosty, spowodowane zrastaniem się poszczególnych ziem w jedno państwo, i stabilizacja władzy centralnej. Starosta miał władzę policyjną, karno–sądowniczą i wojskową. Zarządzał majątkiem królewskim. Nadal odbywały się wiece wczesnofeudalne, ale trochę zmieniła się ich funkcja. Brali w nich udział dostojnicy i urzędnicy ziemscy, szlachta i przedstawiciele miast. Wiece były zalążkami późniejszych sejmików i sejmu. Duży wpływ na rządy w Polsce miała rada królewska. Byli to skupieni u boku króla dostojnicy. Kazimierz wprowadził istotne zmiany w sądownictwie i ustawodawstwie. W drugiej połowie XIV wieku wykształciły się dwa osobne sądy dla szlachty. Sąd grodzki był zarządzany przez starostów i zajmował się sprawami karnymi. Sąd ziemski, w którym władzę mieli asesorowie z grona szlachty, rozstrzygał spory cywilne. W zakresie sądownictwa miejskiego ważną reformą było utworzenie w Polsce własnych instancji odwoławczych od istniejących w miastach sądów ławniczych. W ten sposób powstały tak zwane wyższe sądy prawa niemieckiego. Miało to na celu uniezależnienie naszego mieszczaństwa od obcego sądu apelacyjnego w Magdeburgu. W latach 1346–1347 z polecenia Kazimierza Wielkiego wykonana została kodyfikacja praw w postaci statutów wiślicko-piotrkowskich. Było to wydarzenie ogromnej wagi. Statuty tworzyły system norm prawnych, zapobiegających różnego rodzaju nadużyciom. Były one szczególnie korzystne dla szlachty, którą faworyzowały, a niekorzystne dla chłopów, ponieważ zapoczątkowały ograniczanie ich wolności osobistej.

### Wojskowość i budownictwo obronne
Kazimierz zreformował też organizację sił zbrojnych. Pojawiło się wiele nowych machin bojowych, jak np. katapulta, taran, wieża oblężnicza. Podstawą polskich sił zbrojnych była jazda złożona ze „szlachetnie urodzonych” rycerzy dobrze okrytych zbrojami kolczo-płytowymi. Do walki używano mieczy, toporów, kopii, a także łuków i kusz. Jeżeli dochodziło do ataku na miasto, wszyscy mieszkańcy mieli obowiązek stanąć w jego obronie. W ciężkich przypadkach do walki wzywano także chłopów w pospolitym ruszeniu. Chłopska piechota odgrywała dużą rolę przy zdobywaniu miast i zamków.
Król stworzył system chorągwiany. Wojsko składało się z oddziałów, których nazwy pochodziły od znaków i proporców. Istniały chorągwie rodowe, zarządzane przez możnych, w ich skład wchodzili rycerze służebni zależni od nich. Powstały chorągwie ziemskie (terytorialne). Zarządzali nimi kasztelanowie i wojewodowie. Służyła w nich niezależna szlachta i sołtysi.
Dbano także o dyscyplinę w wojsku. Podczas przemarszów przez własne terytorium wojsko musiało obozować w polu i płacić za dostawy. Surowe kary groziły za niszczenie zasiewów, zagród, porywanie bydła i trzody chlewnej.
Niemniej ważną sprawą było budownictwo obronne, którym Kazimierz zapisał się chwalebnie na kartach historii. Nie tylko Polska zaczęła doganiać pod tym względem sąsiadów, lecz inwestycje te pozostawiły po sobie zaplecze gospodarcze, a więc wapienniki i cegielnie. Za czasów Kazimierza ufortyfikowano 53 zamki i umocniono 27 murowanych fortyfikacji miejskich.

Wszystkie te miasta i zamki bardzo mocnymi murami, domami i wysokimi wieżami, nadzwyczaj głębokimi rowami i innymi urządzeniami obronnymi otoczył, na ozdobę narodowi, na schronienie i opiekę królestwa polskiego. Za czasów tego króla w lasach, gajach i dąbrowach tyle założono wsi i miast, ile ich bodaj nie powstało kiedy indziej w królestwie polskim.

### Gospodarka i skarb państwa
Wielkie też są zasługi Kazimierza na polu gospodarczym. Przede wszystkim wspomagał energiczną kolonizację puszczy. Otaczał też opieką miasta, widząc w nich źródło pomnażania dobrobytu kraju. Nadał przywileje handlowe Krakowowi. Za panowania Kazimierza założono niemal 100 nowych miast. Fundowanie miast na prawie niemieckim powodowało, że ruszali do jego państwa bankierzy (po raz pierwszy z Włoch), kupcy i rzemieślnicy z zachodu. Ważną rolę odgrywała tu Hanza – związek handlowych miast niemieckich, także tych położonych nad Bałtykiem i nad Wisłą.
Skarb państwa opierał się na dochodach z rozległych dóbr królewskich. Dzięki rewindykacji dóbr, które znalazły się nie zawsze zgodnie z prawem w rękach szlachty i Kościoła, skarb zwiększył swoje dochody. Lokacje zaś nowych wsi i „melioracje” starych wzmogły ich dochodowość. Zwiększeniu dochodów sprzyjała również zmiana nadzwyczajnego poradlnego na coroczny podatek. To samo spowodował rozwój handlu. Zachowane regalia stanowiły ważną część dochodu króla, szczególnie kopalnie i warzelnie w Bochni i w Wieliczce, czyli Żupy krakowskie. Żupy krakowskie były przedsiębiorstwem królewskim, które w XIV w. dostarczało aż 1/3 dochodów do skarbu państwa. W 1368 roku Kazimierz przeprowadził reorganizację administracji kopalni soli, wydając 21 kwietnia statut żupny.
Dochody wpływały również z mennic. Kazimierz przeprowadził reformę monetarną w 1338 roku. Jako pierwszy władca polski bił monetę groszową (grosz krakowski). Za czasów Kazimierza nastąpiło pogorszenie jakości monety, co także służyło doraźnemu zyskowi skarbu królewskiego.
Rozwój gospodarczy odzwierciedlał też wzrost demograficzny kraju, który w ostatnich latach panowania Kazimierza kształtował się na poziomie 4°/∞, co przy znacznej śmiertelności niemowląt, niskiej średniej wieku życia ludzkiego i powtarzaniu się wyniszczających epidemii należy uznać za wysoki. Królestwo liczyło już prawdopodobnie 1 800 000, a może nawet 1 900 000 mieszkańców.

### Kultura, oświata i sztuka
Jedną z największych zasług Kazimierza Wielkiego było ufundowanie Akademii Krakowskiej. W przywileju z 12 maja 1364 roku król napisał: 

Pragnąc gorąco jako obowiązani jesteśmy, aby rzecz każda pożyteczna i wszelkie powodzenie rodzaju ludzkiego wzmagało się, w przekonaniu, że się to duchownym i poddanym naszego państwa przyda, w mieście naszym Krakowie postanowiliśmy miejsce wyznaczyć, gdzie by studium powszechne we wszelkiej nauce dozwolonej się rozwijało. I niech będzie perłą wiedzy przemożnej, aby wydawało ludzi dojrzałością rady znamienitych, cnót ozdobą jaśniejących, różnej wiedzy kierunków pełnych; niech będzie tam nauki źródło dobroczynne, z którego czerpać będą mogli wszyscy pragnący się oświecić naukowo

Szkoła była wzorowana wedle praw na uniwersytety w Bolonii i Padwie, lecz zastosowano także schematy znane z Neapolu. Kazimierz chciał przede wszystkim, aby nowa szkoła kształciła prawników, którzy mogliby pokierować i wzmocnić administrację państwową, o którą tak bardzo dbał. Uczniowie Akademii mieli wiele przywilejów, takich jak zwolnienie z ceł i opłat. Zanim jednak dzieło owo zostało dokończone, Kazimierz zmarł.
Za panowania Kazimierza Wielkiego na terenie Małopolski powstało wiele gotyckich budowli i dzieł sztuki, których znaczna część była fundacjami królewskimi. Oprócz licznych zamków i miast wraz z obwarowaniami rozmieszczonych na terenie całego Królestwa był zaangażowany w liczne inwestycje w Krakowie, przede wszystkim na terenie Wawelu. Objął po Władysławie Łokietku patronat przy rozbudowie katedry, gdzie ufundował monumentalny nagrobek dla swojego ojca. Forma dzieła zdradza szeroką znajomość europejskiej sztuki sepulkralnej doby gotyku (Hesja, Nadrenia, Śląsk). Ponadto polecił wykonanie podobnego w typie nagrobka Bolesława Chrobrego w katedrze poznańskiej, z którego zachowały się do dziś fragmenty. Rozbudowany został także zamek wawelski, którego fragmenty z tych czasów zachowały się do dziś (część północno-wschodnia, z Wieżą Duńską, Kurzą Stopą, oraz Salą Kazimierzowską). Władca miał świadomość historyczną, z tego względu zachował romańską kaplicę św. Feliksa i Adaukta jako znak długotrwałej historii sięgającej początków państwa polskiego. Przebudował kaplicę zamkową pw. św. Marii Egipcjanki w typie gotyckiej kaplicy pałacowej o dwóch kondygnacjach. W założonym przez monarchę Kazimierzu ufundował dwie wielkie świątynie – farę pw. Bożego Ciała, oraz kościół pw. św. Katarzyny i Małgorzaty wraz z klasztorem Augustianów, których monarcha sprowadził z Pragi. W ramach ekspiacji po domniemanym zabójstwie Marcina Baryczki na terenie Małopolski ufundował wiele świątyń, m.in. w Niepołomicach, Stopnicy, kolegiatę w Wiślicy i katedry w Sandomierzu, Zagości, Kargowie, Szydłowie. Ufundował liczne dzieła rzemiosła artystycznego, przede wszystkim relikwiarze oraz przedmioty liturgiczne, w niektórych przypadkach opatrzonych symbolami państwowymi i przypisywanych monarsze. Zachowały się trzy kielichy, w kolegiatach w Kaliszu (1363) i Trzemesznie (z 1351, obecnie w zbiorach wawelskich) i z kościoła w Stopnicy (ok. 1362) ponadto dwa relikwiarze hermowe, św. Marii Magdaleny dla kościoła w Stopnicy i św. Zygmunta dla katedry płockiej. Ważną rolę w dziełach sztuki sakralnej odgrywały wyszukane programy heraldyczne obrazujące królewski majestat i potęgę władzy jako najwyższego, odpowiedzialnego jedynie przed Bogiem protektora państwa, które było dla niego najwyższym dobrem. Kazimierz Wielki świadomie nawiązywał do aktualnych tendencji w europejskiej sztuce dworskiej, która rozwinęła się we Francji za panowania Ludwika IX; władcy (m.in. Ludwik IV Bawarski, Karol IV Luksemburski, Karol V Mądry czy Rudolf IV Założyciel) poprzez mecenat artystyczny podkreślali autorytet i sakralny wymiar władzy głowy państwa.

## Tytulatura
Tytulatura Kazimierza była bardzo zmienna – nawet w dokumentach wystawionych w tym samym okresie panowania zdarzały się różnice. Niemniej pewne elementy były obecne w tytulaturze Kazimierza przez całe panowanie: „król Polski, pan i dziedzic ziem krakowskiej, sandomierskiej, sieradzkiej, łęczyckiej, kujawskiej i pomorskiej”. Zawiera je m.in. dokument z listopada 1335 roku:
nos Kazimirus, Dei gracia rex Polonie nec non terrarum Cracovie, Sandomirie, Siradie, Lancicie, Cuyavie, Pomeranieque dominus et heres.
Tłumaczenie: My, Kazimierz z Bożej łaski król Polski, pan i dziedzic ziem krakowskiej, sandomierskiej, sieradzkiej, łęczyckiej, kujawskiej i pomorskiej
Od 1346 roku Kazimierz zaczął używać tytułu „pana i dziedzica Rusi”. Istnieje jeden dokument datowany na rok 1337, w którym tytuł ten jest również obecny, co mogłoby wskazywać, że już wtedy Kazimierz miał jakieś prawa do Rusi Halicko-Włodzimierskiej (być może wynikające z układu na przeżycie zawartego z Bolesławem Jerzym Trojdenowicem), ale prawdziwość tej daty wymaga zbadania. Oto przykład tytulatury ze stycznia 1364 roku:
nos Kazimirus, Dei gracia rex Polonie ac terrarum Cracovie, Sandomirie, Syradie, Lancicie, Cuyavie, Pomeranie, Russieque dominus et heres.
Tłumaczenie: My, Kazimierz z Bożej łaski król Polski, pan i dziedzic ziem krakowskiej, sandomierskiej, sieradzkiej, łęczyckiej, kujawskiej, Pomorza i Rusi.
Począwszy od 1350 roku, Kazimierz tytułował się czasem także „królem Polski i Rusi”. Ścisła interpretacja prawna tego terminu prowadzi do wniosku, że były to osobne państwa spojone unią personalną, za czym opowiadają się niektórzy historycy, np. Feliks Kiryk. Tytułem tym posłużył się Kazimierz m.in. na zjeździe w Pradze w 1356 roku. Jednak przyczyny używania takiej tytulatury pozostają zagadką. Możliwe, że było to tylko naśladownictwo kancelarii króla Węgier, ale mogło to być także celowe podkreślanie polskich roszczeń względem Rusi na przekór węgierskim. Inny przykład to dokument ze stycznia 1358 roku:
Nos Kazimirus, Dei gracia rex Polonie et Russie, nec non Cracovie, Sandomirie, Syradie, Lancicie, Cuyavie, Mazovie, Dobrinie, Pomoranie ducatuum et terrarum verus dominus et heres.
Tłumaczenie: My, Kazimierz z Bożej łaski król Polski i Rusi, prawy dziedzic i pan ziem krakowskiej, sandomierskiej, sieradzkiej, łęczyckiej, kujawskiej, mazowieckiej, dobrzyńskiej, Księstwa Pomorskiego.
Na terenie Rusi kancelaria królewska wydawała dokumenty w języku ruskim, np. akt wystawiony w 1361 roku Chotkowi Bybelskiemu, który zaczyna się tak:
My krol Kazimir krakowskoj zemli, sudomirskoj zemli, syradzkoj zemli, polskij zemli, kujawskij zemli, dobrianskij zemli, pomorskij zemli korol wielebnyj, ruskoj zemli hospodar i didycz, wiecznyj zemlam tym samoderżec.
Tłumaczenie: My, król Kazimierz, krakowskiej ziemi, sandomierskiej ziemi, sieradzkiej ziemi, polskiej ziemi, kujawskiej ziemi, dobrzyńskiej ziemi, pomorskiej ziemi król wielebny, ruskiej ziemi pan i dziedzic, wieczny samowładca tych ziem.

## Przydomek
Przydomek „Magnus” (z łaciny, tzn. „wielki, duży, ogromny, pokaźny, rozległy”) nie występuje w źródłach współczesnych Kazimierzowi. Nie znał go jeszcze Jan Długosz, działający w XV wieku. Przydomek został po raz pierwszy odnotowany dopiero w roku 1496 w Metryce Koronnej, księga 17, k. 144. Mógł jednak zostać tam użyty w znaczeniu „wiekowy, stary”. Z całą pewnością w znaczeniu „Wielki” użyto go w Statutach Łaskiego w 1505 lub 1506 roku.
Źródła nie są zgodne także co do liczby porządkowej króla. Występuje on jako:
- Kazimierz I, gdyż był pierwszym królem o tym imieniu – tak też był numerowany na monetach bitych przez siebie[147],
- Kazimierz II – jako następny w kolejności Kazimierz po panującym w całym kraju Kazimierzu Odnowicielu,
- Kazimierz III przy uwzględnieniu panującego w Krakowie Kazimierza Sprawiedliwego.

Ta ostatnia propozycja zyskała największe uznanie w historiografii.

## Sprawa dziedzictwa tronu
Pomimo tego, iż Kazimierz Wielki miał liczne żony, to poza córkami nie udało mu się doczekać potomka z prawego łoża. W 1339 roku na zjeździe w Wyszehradzie ustalił z Andegawenami prawo następstwa tronu po jego bezpotomnej śmierci. Była to cena poparcia jego polityki zagranicznej przez dynastię węgierską. Kazimierz podejmował również próby zagwarantowania korony swoim wnukom, np. Kazimierzowi IV słupskiemu. Jeszcze raz w 1369 Kazimierz potwierdził prawa Andegawenów do tronu polskiego. Kiedy więc umarł po wypadku na polowaniu w okolicach Przedborza w miejscowości Żeleźnica w 1370 z powodu źle leczonego złamania nogi, tuż po jego pogrzebie przybył z Węgier Ludwik Andegaweński, który niezwłocznie koronował się w katedrze krakowskiej (wawelskiej). Tym samym wygasła dynastia Piastów jako panująca, a w Królestwie Polskim obok Andegawenów oraz późniejszych elekcyjnych królów dynastii Jagiellonów i Wazów obecna była dziedziczna linia piastowska (do 1675 r.), posiadająca pełne prawa do tronu polskiego.

## Śmierć
We wrześniu 1370 roku Kazimierz przebywał w swym zamku Przedbórz, w którego okolicy urządzał wielkie polowania na jelenie. 9 września, w drugim dniu łowów, jak podaje Janko z Czarnkowa goniąc jelenia, gdy się koń pod nim przewrócił, spadł z niego i otrzymał niemałą ranę w lewą goleń. Miejsce wypadku źródła lokalizują w leżącej między Przedborzem a Włoszczową miejscowości Żeleźnica. Złamanie musiało być skomplikowane, bo chory dostał wysokiej gorączki, która przez wiele dni nie ustępowała, mimo starań lekarzy. Ponadto król zawsze jak dotąd cieszący się dobrym zdrowiem, lekceważył zalecenia lekarskie. Orszak z chorym wracał do Krakowa przez kilka tygodni. Organizowano dłuższe postoje w Sandomierzu, Koprzywnicy, Osieku, Korczynie i Opatowcu. Pod koniec października przywieziono Kazimierza na zamek krakowski, ale gorączka nie ustąpiła. 3 listopada król podyktował swój testament, a dwa dni później zmarł.
W 1869 roku otwarto grobowiec królewski w katedrze wawelskiej. Komisja badająca szczątki monarchy stwierdziła, że jego lewa noga była złamana. To potwierdziło opowiadanie kronikarza Janka z Czarnkowa o okolicznościach zgonu króla. 8 lipca 1869 na Wawelu odbył się powtórny pogrzeb szczątków króla Kazimierza III Wielkiego.

## Życie prywatne
Kazimierz był żonaty cztery razy:

z Aldoną Anną Giedyminówną (ur. ok. 1310, zm. 26 maja 1339) ożenił się w 1325 roku. Z tego związku narodziły się dwie córki:
1. Elżbieta (ur. 1326, zm. przed 1363) – od 1343 roku żona Bogusława V zachodniopomorskiego[155].
2. Kunegunda (ur. 1328, zm. 1357)[156] – żona Ludwika rzymskiego.

z Adelajdą Heską (ur. 1323/1324, zm. po 25 maja 1371) ożenił się w 1341 roku. Małżeństwo nie miało potomstwa, w 1354 roku Kazimierz rozpoczął starania w Rzymie o jego unieważnienie. Próby Karola IV w 1356 roku i papieża w 1363 roku, skierowane na pogodzenie małżonków, nie przyniosły rezultatów, jednak również starania Kazimierza nie zakończyły się sukcesem, ponieważ spotkały się na dworze papieskim z przeciwdziałaniem dyplomacji andegaweńskiej i luksemburskiej, zainteresowanych zachowaniem sukcesji węgierskiej w Polsce.

z Krystyną Rokiczaną (ur. przed 1330, zm. po 1365) Kazimierz w 1356 roku zawarł małżeństwo morganatyczne, a król, będący w prawnym małżeństwie z Adelajdą Heską, popełnił bigamię.

z Jadwigą żagańską (ur. pomiędzy 1340 a 1350, zm. 27 marca 1390) wziął ślub 25 lutego 1365 roku we Wschowie
. Kazimierz III ponownie popełnił bigamię, ponieważ wciąż żyła Adelajda Heska. Z małżeństwa z Jadwigą pochodziły trzy córki:
1. Anna (ur. 1366, zm. 1425) – w latach 1380–1392 małżonka hrabiego Celje Wilhelma, w latach 1394–1425 żona księcia Ulryka von Tecka.
2. Kunegunda (ur. ok. 1367/1368, zm. 1369/1370),
3. Jadwiga (ur. 1369/1370[162], zm. po 1382) – prawdopodobnie od 1382 r. małżonka księcia Czartoryskiego Wasyla[potrzebny przypis].

Ponadto po śmierci Aldony Anny Kazimierz planował ożenić się z Małgorzatą, córką Jana Luksemburskiego. Do ślubu nie doszło, gdyż niedługo przed planowanymi zaślubinami narzeczona władcy zmarła.

## Kochanki króla

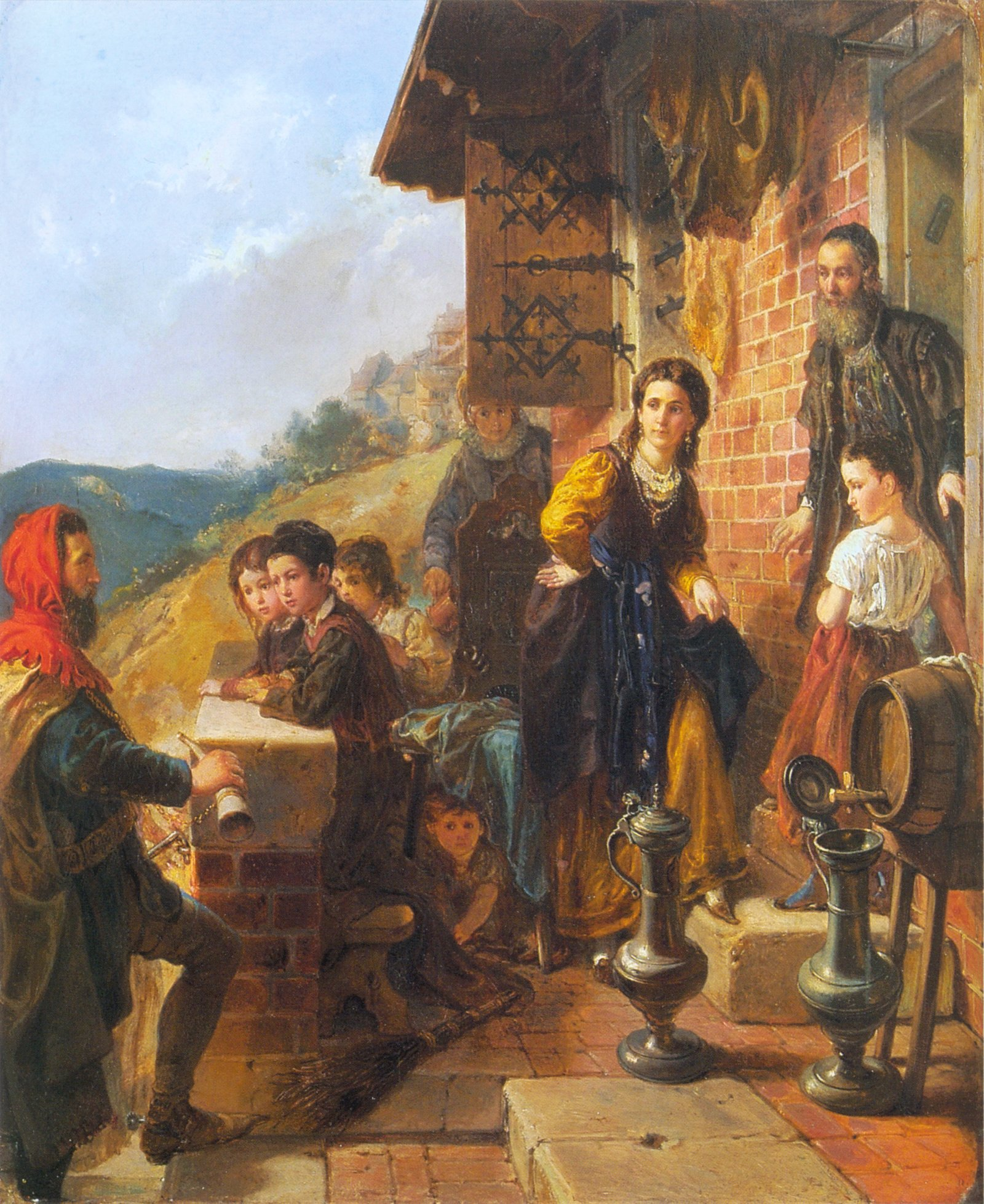
Kazimierz Wielki u Esterki Władysław Łuszczkiewicz (1870)

Kazimierz Wielki z nieznanych bliżej kochanek miał dwóch lub trzech synów:
- Niemierzę,
- Jana,
- Pełkę (zm. przed 5 listopada 1370), którego istnienie nie jest do końca potwierdzone[15].

Oswald Balzer uważał, że matką tych dzieci była Cudka, jednak jego pogląd został podważony przez Stosława Łagunę.
Janko z Czarnkowa w Kronice wspomina dwa razy o naturalnych synach Kazimierza (w kontekście opisu testamentu władcy):
Naturalnym synom swoim zapisał: Niemierzy – Bogucice, Kutów, Pierzchnicę, Drugnię i inne wsie, Paszkowi – Słodzień, Niekłań, Mieczdę, Janowi – zamek Międzygórze i wójtostwo w Zawichoście, Sobotę, oraz wiele innych.
Jeżeli wierzyć Janowi Długoszowi, w życiu Kazimierza bardzo ważną rolę odegrała jeszcze jedna kobieta, Esterka. Długosz pod rokiem 1356 zanotował:
Król Kazimierz... w jej [tzn. swojej poprzedniej kochanki Rokiczany] miejsce wziął znowu Żydówkę imieniem Estera, ślicznej urody niewiastę, za nałożnicę, z którą spłodził dwóch synów: Niemierzę i Pełkę [...] Jeden zaś z owych synów królewskich z Żydówki urodzonych, Pełka, zszedł ze świata za wcześnie, śmiercią zwyczajną; drugi, Niemierza, który po śmierci Kazimierza sprawował służbę u Władysława, księcia litewskiego, a potem króla polskiego, w zatargu wszczętym w Koprzywnicy pomiędzy mieszczanami z powodu wyciskania na nich podwód, zabity został. I to sromotnym także było postępkiem, że córkom zrodzonym z onej Żydówki Estery pozwolono, jak ludzie powiadają, przejść na wiarę żydowską.
Była ona ponoć słynącą z urody Żydówką, z którą król miał kilka córek. Prawdopodobnie to właśnie jej Żydzi w Polsce zawdzięczali sprzyjającą im politykę. Nie jest jednak całkowicie pewne, czy śliczna Esterka była postacią historyczną, czy jedynie legendarną. Znawca Krakowa, prof. Michał Rożek wspomina jeszcze Sarę, również Żydówkę, która miała mieszkać w budynku stojącym na miejscu obecnej kamienicy Szarej (Rynek Główny 6).

## Wywód genealogiczny
|  |                                                                  |  |  |  |  |  |  |  |  | Konrad I mazowiecki zm. 31 sierpnia 1247 |  |  |  |
|  |                                                                  |  |  |  |  |  |  |  |  |                                          |  |  |  |
|  |                                                                  |  |  |  |  |  |  |  |  |                                          |  |  |  |
|  |                                                                  |  |  |  |  |  |  |  |  |                                          |  |  |  |
|  | Kazimierz I kujawski zm. 14 grudnia 1267                         |  |  |  |  |  |  |  |  |                                          |  |  |  |
|  |                                                                  |  |  |  |  |  |  |  |  |                                          |  |  |  |
|  |                                                                  |  |  |  |  |  |  |  |  |                                          |  |  |  |
|  |                                                                  |  |  |  |  |  |  |  |  |                                          |  |  |  |
|  | Agafia Światosławówna, księżniczka ruska zm. po 31 sierpnia 1247 |  |  |  |  |  |  |  |  |                                          |  |  |  |
|  |                                                                  |  |  |  |  |  |  |  |  |                                          |  |  |  |
|  |                                                                  |  |  |  |  |  |  |  |  |                                          |  |  |  |
|  |                                                                  |  |  |  |  |  |  |  |  |                                          |  |  |  |
|  | Władysław I Łokietek                                             |  |  |  |  |  |  |  |  |                                          |  |  |  |
|  |                                                                  |  |  |  |  |  |  |  |  |                                          |  |  |  |
|  |                                                                  |  |  |  |  |  |  |  |  |                                          |  |  |  |
|  |                                                                  |  |  |  |  |  |  |  |  |                                          |  |  |  |
|  | Kazimierz I opolski zm. 13 maja 1229 lub 1230                    |  |  |  |  |  |  |  |  |                                          |  |  |  |
|  |                                                                  |  |  |  |  |  |  |  |  |                                          |  |  |  |
|  |                                                                  |  |  |  |  |  |  |  |  |                                          |  |  |  |
|  |                                                                  |  |  |  |  |  |  |  |  |                                          |  |  |  |
|  | Eufrozyna opolska zm. 4 listopada po 1291                        |  |  |  |  |  |  |  |  |                                          |  |  |  |
|  |                                                                  |  |  |  |  |  |  |  |  |                                          |  |  |  |
|  |                                                                  |  |  |  |  |  |  |  |  |                                          |  |  |  |
|  |                                                                  |  |  |  |  |  |  |  |  |                                          |  |  |  |
|  | Wiola zm. 7 września 1251                                        |  |  |  |  |  |  |  |  |                                          |  |  |  |
|  |                                                                  |  |  |  |  |  |  |  |  |                                          |  |  |  |
|  |                                                                  |  |  |  |  |  |  |  |  |                                          |  |  |  |
|  |                                                                  |  |  |  |  |  |  |  |  |                                          |  |  |  |
|  | Kazimierz III Wielki                                             |  |  |  |  |  |  |  |  |                                          |  |  |  |
|  |                                                                  |  |  |  |  |  |  |  |  |                                          |  |  |  |
|  |                                                                  |  |  |  |  |  |  |  |  |                                          |  |  |  |
|  |                                                                  |  |  |  |  |  |  |  |  |                                          |  |  |  |
|  | Władysław Odonic zm. 5 czerwca 1239                              |  |  |  |  |  |  |  |  |                                          |  |  |  |
|  |                                                                  |  |  |  |  |  |  |  |  |                                          |  |  |  |
|  |                                                                  |  |  |  |  |  |  |  |  |                                          |  |  |  |
|  |                                                                  |  |  |  |  |  |  |  |  |                                          |  |  |  |
|  | Bolesław Pobożny zm. 13 lub 14 kwietnia 1279                     |  |  |  |  |  |  |  |  |                                          |  |  |  |
|  |                                                                  |  |  |  |  |  |  |  |  |                                          |  |  |  |
|  |                                                                  |  |  |  |  |  |  |  |  |                                          |  |  |  |
|  |                                                                  |  |  |  |  |  |  |  |  |                                          |  |  |  |
|  | Jadwiga zm. 29 grudnia 1249                                      |  |  |  |  |  |  |  |  |                                          |  |  |  |
|  |                                                                  |  |  |  |  |  |  |  |  |                                          |  |  |  |
|  |                                                                  |  |  |  |  |  |  |  |  |                                          |  |  |  |
|  |                                                                  |  |  |  |  |  |  |  |  |                                          |  |  |  |
|  | Jadwiga kaliska                                                  |  |  |  |  |  |  |  |  |                                          |  |  |  |
|  |                                                                  |  |  |  |  |  |  |  |  |                                          |  |  |  |
|  |                                                                  |  |  |  |  |  |  |  |  |                                          |  |  |  |
|  |                                                                  |  |  |  |  |  |  |  |  |                                          |  |  |  |
|  | Bela IV zm. 3 maja 1270                                          |  |  |  |  |  |  |  |  |                                          |  |  |  |
|  |                                                                  |  |  |  |  |  |  |  |  |                                          |  |  |  |
|  |                                                                  |  |  |  |  |  |  |  |  |                                          |  |  |  |
|  |                                                                  |  |  |  |  |  |  |  |  |                                          |  |  |  |
|  | Jolenta Helena zm. 16 lub 17 czerwca po 1304                     |  |  |  |  |  |  |  |  |                                          |  |  |  |
|  |                                                                  |  |  |  |  |  |  |  |  |                                          |  |  |  |
|  |                                                                  |  |  |  |  |  |  |  |  |                                          |  |  |  |
|  |                                                                  |  |  |  |  |  |  |  |  |                                          |  |  |  |
|  | Maria Laskarina zm. 1270                                         |  |  |  |  |  |  |  |  |                                          |  |  |  |
|  |                                                                  |  |  |  |  |  |  |  |  |                                          |  |  |  |
|  |                                                                  |  |  |  |  |  |  |  |  |                                          |  |  |  |

## Bilans panowania
W chwili objęcia przez niego władzy Polska zajmowała drugorzędną pozycję międzynarodową. Za jego panowania stopniowo przekształciła się w silny organizm polityczny. Terytorium państwa wzrosło niemal trzykrotnie. Do Polski przyłączono Ruś Halicką i Włodzimierską, Podole, częściowo Mazowsze, Człopę, Wałcz, Czaplinek. Nie udało się odzyskać Śląska i Pomorza Gdańskiego. Dawniejsza historiografia krytykowała rzekomą rezygnację króla z tych terytoriów, podobnie jak ekspansję w kierunku Rusi, którą krytycy rządów Kazimierza Wielkiego oceniają jako poważny błąd polityczny. Kazimierz Wielki do końca swego panowania nie zrezygnował ze Śląska, ziemi lubuskiej oraz Pomorza Szczecińskiego i do końca swego życia snuł plany ich rewindykacji. Dobitnym tego przykładem (choć nie jedynym) jest zażarta walka króla z biskupem kamieńskim Janem Saskim, który zmierzał do oderwania pomorskiego biskupstwa kamieńskiego od metropolii gnieźnieńskiej i podporządkowania jej Magdeburgowi. Dzięki konsekwentnym zabiegom Kazimierza Wielkiego powiodło się to częściowo dopiero w 1380 roku, czyli 10 lat po śmierci króla, kiedy papież podporządkował to biskupstwo bezpośrednio Watykanowi przecinając więzy łączące je dotąd z Gnieznem.
Nie jest również prawdą, jakoby Kazimierz Wielki dokonał „ideologicznego zwrotu” na wschód obejmując w swoje władanie ziemie ruskie. Wydaje się, że królowi przyświecały trzy główne cele w jego dążeniu do opanowania Rusi Halickiej. Po pierwsze chciał zabezpieczyć swe państwo przed najazdami tatarskimi. Po drugie wzmocnić siłami ruskimi swój potencjał, który, jak to wykazała wojna o Śląsk 1345–1348, był zbyt mały do podjęcia planów rewindykacji ziem utraconych. Po trzecie chodziło o opanowanie atrakcyjnych szlaków handlu czarnomorskiego i kijowskiego. Ten ostatni atut mógł Kazimierz wykorzystać do swych planów śląskich. Otóż podstawowym argumentem ówczesnego Wrocławia i innych śląskich miast za kurczowym trzymaniem się Czech był argument handlowy. Wrocław połączony w jednym państwie z bogatą Pragą nie widział korzyści w przejściu na stronę polską, a wręcz dostrzegał same straty. Opanowanie przez Kazimierza Wielkiego szlaku Kraków – Lwów – Morze Czarne oraz Kraków – Lwów – Kijów mogło po pewnym czasie skłonić wrocławian do zmiany frontu ponieważ w ich interesie było czerpanie profitów z ruchu handlowego na linii Wrocław – Kraków – Lwów – Morze Czarne oraz Wrocław – Kraków – Lwów – Kijów.
Owego „ideologicznego zwrotu” na wschód dokonali dopiero Jagiellonowie. Dzieło polityczne Kazimierza Wielkiego na Rusi nie okazało się trwałe. Już w 1372 roku Ruś Halicka zaczęła ciążyć – za sprawą Władysława Opolczyka – ku Węgrom, by wreszcie w 1377 roku zostać częścią węgierskiej monarchii. Konsekwentnego złączenia ziem ruskich z Koroną Polską dokonali dopiero Jagiellonowie począwszy od 1387. Kazimierz Wielki do końca swego panowania pozostał wierny piastowskiej koncepcji państwa zwróconego ku zachodowi i władającego dorzeczem Odry oraz ujściem Wisły.
Układy z Luksemburgami i Krzyżakami są przykładem realizmu politycznego. Nic na nich nie stracił, a zyskał czas i siły na późniejsze działanie. „Królik krakowski” z początków panowania wyrósł na arbitra sporów międzynarodowych, partnera cesarza, cenionego sprzymierzeńca. Kazimierz Wielki był zapobiegliwym gospodarzem i budowniczym. Skarb był pełny, wzrosła liczba miast, wsi i zamków, rozwijał się handel, zreformowano skarb, administrację i prawo. Kazimierz budował nową Polskę i nowe społeczeństwo. Jak pisał Henryk Samsonowicz, „był bohaterem czasów nowożytnych zaplątanym w średniowiecze”. I jako polityk i jako człowiek uosabiał sobą współczesnych, z jednej strony tkwiących mocno w realiach średniowiecznego świata, ale z drugiej, inicjujących działania będące zapowiedzią przyszłości.
Piotr z Byczyny, kanonik kolegiaty brzeskiej i poddany Królestwa Czeskiego, a więc odległy dworowi krakowskiemu, tak scharakteryzował panowanie polskiego króla:

...był to za swoich czasów człowiek największej przezorności w sprawach świeckich, umiłował pokój i do dobrego stanu doprowadził Królestwo Polskie, chętnie stawiał kościoły, a dla zachowania pokoju przebudował grody leżące na pograniczach Królestwa i był człowiekiem wielce możnym. A chociaż, jak powiadają, skądinąd był niepowściągliwy i lubieżny, nie pozostawił jednak dziedziców płci męskiej.

Podsumowaniem działalności Kazimierza Wielkiego jest znane zdanie z „Dziejów” Długosza, iż zastał Polskę drewnianą, a zostawił murowaną.

## Upamiętnienie
- Polskie monety: 10 złotych 1964 Kazimierz Wielki – napis wklęsły, 10 złotych 1964 Kazimierz Wielki – napis wypukły[170] oraz 100 złotych 1987 Kazimierz III Wielki.
- Moneta o wartości nominalnej 50 zł – „Polskie banknoty obiegowe”[171]
- Banknot obiegowy zmodernizowany o nominale 50 zł[172][173]
- Kazimierz Wielki – film z 1975 w reżyserii Ewy i Czesława Petelskich. Rolę Kazimierza Wielkiego zagrał Krzysztof Chamiec.